# ZTS Martin
ZTS Martin (Závody Tažkého Strojárstva), ou ZTS TEES Martinské Strojárne, est un ancien constructeur slovaque de tracteurs agricoles mais aussi de moteurs Diesel, de locomotives, d'engins de construction et de terrassement, de chars et d'équipements militaires, et un spécialiste de la métallurgie lourde. Il était aussi connu sous les noms « Turčianské Strojarne Martin », « TEES Martin », « ZTS Martin », « ZTS TEES Traktory Motory » et « ZTS TEES Martin ». L'entreprise était constituée de différentes usines d'ingénierie à Martin, en République slovaque (ex-Tchécoslovaquie).
ZTS a construit de nombreux tracteurs de moyennes puissances pour le constructeur tchèque Zetor. Des gammes de type UR II ont été exportées à travers le monde avec des composants ZTS sous les marques Zetor Crystal, Ursus, Crystal Traktor, Agtor, Long, Pronar, ZTS et peut-être d'autres. Cette importante entreprise d'État a employé jusqu'à 11 000 salariés dans ses différentes usines, situées sur un parc industriel de plus de cinquante hectares à Martin et ses activités étaient étroitement liées aux usines de Trstená, Hlinik 'nad Hronom, Malacky, Lucenec et Dubnica 'nad Vahom. Jusqu'à la révolution de Velours de 1989, ZTS Martin faisait partie des nombreuses entreprises (une cinquantaine) qui constituaient le Heavy Machinery Works (VHJ-ZTS), appelé également Trust of Heavy Engineering Plant, l'un des groupements industriels les plus importants de l'ancienne Tchécoslovaquie qui employait près de 90 000 salariés et une entreprise qui fournissait 33 % du volume de la production d'ingénierie en République slovaque. ZTS Martin fournissait des appartement à ses salariés, mettait à disposition ses propres structures médicales, d'éducation, infrastructures de sports et de loisirs et les subventionnait. ZTS employait 250 athlètes et soutenait 18 sports différents, une chose qui n'existe nulle part en 2025.
L'activité principale de l'usine de Martin était la production d'engins militaires dit "spéciaux" qui représentait 60% de sa production. Au total, ce serait plus de 17 000 chars et environ 30 000 véhicules blindés lourds qui auraient été produits. La production civile a joué un rôle important dans les volumes de production puisque ce seraient 1 500 locomotives ferroviaires, 1 300 excavatrices, 2 500 locomotives minières, environ 70 000 tracteurs agricoles et 14 000 engins forestiers à roues qui auraient été produits dans les différentes usines de ZTS Martin. D'autres domaines d'activités ont également été développés comme les engins de constructions et de terrassement d'un niveau comparable à la production mondiale et les exportations étaient importantes.

## Histoire

### Débuts
Après la fin de la seconde guerre mondiale, une douzaine de nouvelles usines dont les domaines d'activités étaient l'imprimerie, l'industrie laitière, la confiserie et la construction ont commencé à être construite à Turčiansky Svӓtý Martin, une ville slovaque située dans la région de Zilina, dans la plaine de la vallée Turčianské près du confluent de la rivière Turiec et de la rivière Váh, entouré d'un anneau de collines de Mala, Vel'ká Fatra, Ziar et les montagnes Krémnické Vrchy . C'est le 16 mai 1948 que la première pierre de l'usine d'ingénierie mécanique lourde ČKD Kriváň est posée sur la rive gauche de la rivière Turiec. La ville est choisie pour le développement de l'industrie d'ingénierie mécanique tchécoslovaque. En octobre de la même année, la production de grues en acier débute . Avec ces usines, de nouveaux lotissements, des infrastructures culturelles et sportives ont commencé à se développer. La ville s'est agrandie, de nouveaux quartiers ont vu le jour (Podháj, Sever, L'adoven, Kosuty et Zaturcy) et des jardins d'enfants, des écoles et des commerces y ont poussés comme des champignons. 

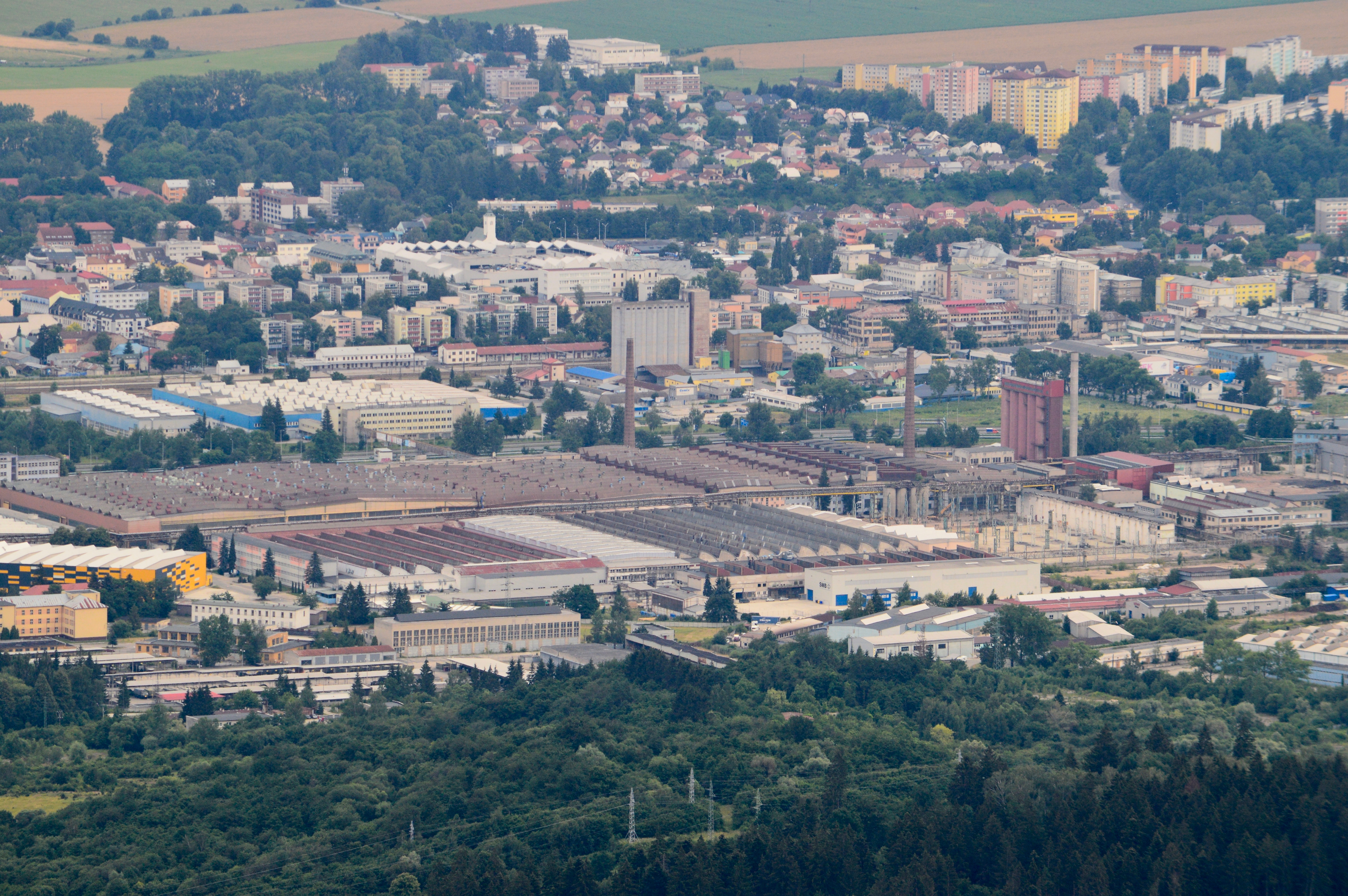
Zone industrielle de ZTS Martin

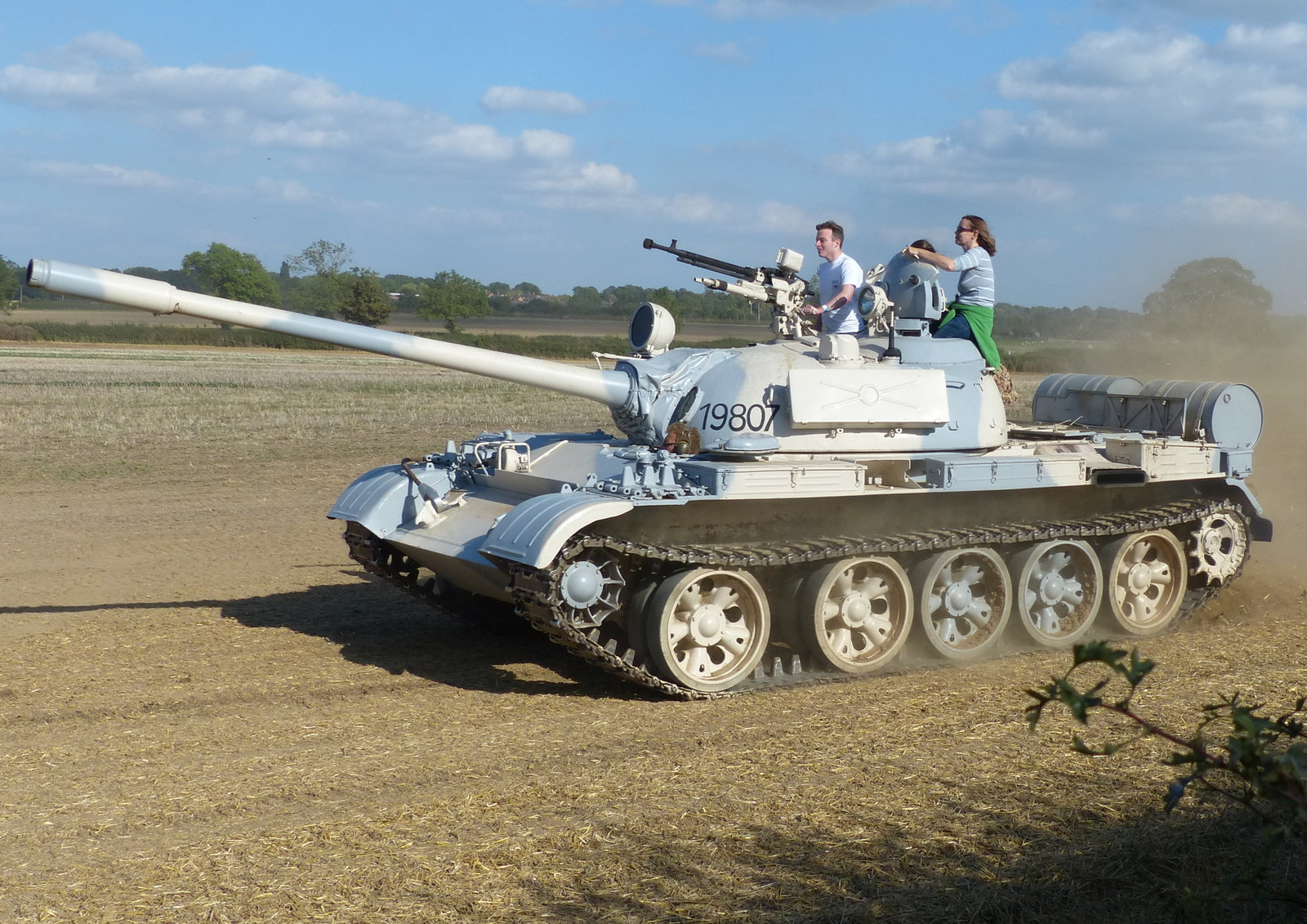
Chart ZTS Martin T-55.

La société connu d'abord sous le nom de Kriván Martin puis « Turčianske Strojárne Martin » (en français: ateliers d'usinage de Turčianské) est créée en 1950, et issue de la fusion avec ČKD Sokolovo Praha. L'entreprise débute la fabrication des premières locomotives minières et des wagons de marchandises qui seront livrés en 1951, puis des premiers véhicules ferroviaires en 1957. En 1953, la société d'État devient indépendante. En 1954, le centre de recherche et de développement est créé. Vers 1955, la production de char militaire dite « spéciale » débute. En 1955, l'entreprise prendra le nom de Jávody JV Stalina avant celui de Turciánske Strojárne Martin l'année suivante.
En 1965, la société intègre le groupement industriel Trust of Heavy Engineering Plant (VHJ- ZŤS) et prendra le nom de Zavody Tázkého Strojartsvá (ZTS). En 1966, c'est le début de la fabrication de moteurs Pielstick PA4 - 185 de grosses cylindrées (de 850 à 1 800 chevaux) sous licence pour la société française SEMT. En 1969, ZTS Turčianske Strojárne Martin lance en production de série les premiers engins forestiers à roues LKT de types débusqueurs, entièrement étudiés à l'usine et assemblés sur le site de Trsténa. Suivra l'année suivante, la fabrication de pelleteuses sur pneus TY45 fabriquées sous licence pour la société française Poclain,.
Au milieu des années 1970, des négociations débutent entre la Pologne et la Tchécoslovaquie pour la production du char soviétique T-72. C'est en 1978, que toutes les entreprises du conglomérat Trust of Heavy Machinery Works prennent la dénomination « ZŤS », Závody Ťažkhéo Strojárstva qui signifie en français « usines d’ingénieries lourdes ».

#### La production militaire dite "spéciale"
Si la production sous licence du char T-34/85 en Tchécoslovaquie a souvent été associée à de nombreuses défaillances et à des problèmes de fiabilité, le processus de fabrication a été déplacé progressivement de ČKD Sokolova à Martin dès 1952. C'est donc en 1954 que le programme de production spéciale a débuté. En 1957, dans un temps assez restreint, le char T-34/85 devenu obsolète, a été remplacé par le nouveau char T-54A qui représentait à l'époque le premier char mondial issu d'un nouveau concept moderne et qui allait donné l'orientation du développement technologique à l'ensemble des chars de l'OTAN. Les concepteurs tchécoslovaques ont été influencés par les modèles occidentaux via des magazines spécialisés,,.
Au milieu des années 1970, des négociations débutèrent entre la Pologne et la Tchécoslovaquie pour la production sous licence du char soviétique T-72. Plus tard, les deux pays concluent un accord pour débuter la production en 1978, ce modèle est dénommé T-72M dans ces deux pays et l'armée soviétique n'a pas de modèle équivalent dans son parc. Au début des années 1980, les usines des deux pays s'unissent pour la production d'un modèle équivalent du T-72 soviétique T-72M1. Turcianské Strojárne Martin est chargé de la production du châssis complet tandis que l'usine de Dubnica 'nad Vahom est responsable de la production de la tourelle. Le char T-72 eut de nombreuses évolutions, le dernier modèle produit en Tchécoslovaquie fut le T-72M1 produit entre 1986 et 1993. La division de la Tchécoslovaquie en deux pays distincts signifia que chacune des deux armés allaient emprunter son propre chemin et que le développement se poursuiverait séparément. À partir du milieu des années 1990, une nouvelle version du char T-72 a été envisagée en Slovaquie, un modèle censé répondre aux nouvelles exigences des champs de batailles modernes. Des appareils électroniques de dernière génération ont été achetés auprès des occidentaux et ont été intégrés avec la nouvelle technologie du char sur la base du modèle d'origine. Cela donnera le modèle T-72M1-A qui était une amélioration du T-72M1, il se distinguait par avec l'ajout de divers éléments modernisés dont un moteur polonais S1U2 plus puissant, un système de blindage actif DYNAS et un système de contrôle de tir plus performant EFCS-3-72A fournit par l'entreprise slovène Fotona. Si un prototype fut construit la production en série sera annulé. Même destin pour le modèle suivant baptisé T-72M2 Moderna, un char doté des mêmes équipements que le T-72M1-A mais avec un nouveau modèle de canon de 125 mm 2A46MS et aussi deux canons automatiques sur tourelle qui sera transformé par la suite en un canon unique de 30 mm. Certains spécialistes l'ont décrit comme un des meilleurs chars du monde qui redonnerait aux entreprises d'armement slovaques leur gloire d'antan mais ce modèle ne dépassera pas le stade de prototype.
Les véhicules militaires tchécoslovaques de Turcianské Strojárne Martin ont été exportés vers de nombreux pays comme la Syrie, la Libye, le Liban, l'Inde, le Pakistan, l'Iran et même les pays d'Amérique du Sud. Au total, ce serait près de 30 000 véhicules blindés lourds qui aurait été produits entre 1952 et 1991, le pic de production a été atteint entre 1986 et 1987 avec plus de 400 chars par an. Au début des années 1980, de nouveaux systèmes d'armement ont été étudiés puis rapidement introduits pour faire face à la baisse des ventes, des équipements modernes plus complexes à fabriquer et donc plus couteux. Si le prix de revient d'un char T-55A était de 2 Millions de Couronnes Tchèques, celui du nouveau char T-72 était de 13 Millions de Couronnes Tchèques. L'armée slovaque avait prévu elle aussi de limiter ses achats en améliorant les modèles existants tel le char T-55A qui deviendra la version modernisée T-55AM, puis T-55AM2 "Hammer".

#### La production de locomotives
La production ferroviaire a débuté dans les années 1956-1958, c'était un programme alternatif et temporaire mis en place par le ministère de l'industrie lourde pour faire face à la capacité des ressources humaine disponible à la production du nouveau char T-54A qui ne débutera qu'en 1958. Le programme ferroviaire a débuté par la production de wagons à voie standard type Sa, Sz, Sav, Savz et Wa. Les deux premiers wagons de type Sa ont été achevés à l'atelier le 13 mars 1957.
En mars 1958, il est décidé de transféré la production de locomotives T 444.0 et T 475.0 à Martin qui étaient initialement assemblés à CKD Praha. Le 31 août 1961, le troisième prototype amélioré de la locomotive diesel T 444.003 avec un moteur K12V 170DR d'une puissance de 690 chevaux a été achevé à Martin. Ce modèle est souvent considéré comme la première locomotive à voie standard construite dans les ateliers de Martin même si en octobre 1960, le prototype de locomotive T 475.05 avait déjà été achevé dans ses ateliers dont le lancement en production avait commencé en 1959. En 1963, un prototype amélioré de la locomotive T 440 a été produit avec un moteur de la série 12V 170DR d'une puissance de 840 chevaux identifié sous la désignation T 444.1 . Une autre locomotive produite à partir de 1965 selon la documentation de CKD praha était le modèle T 212.0 une version améliorée de la locomotive T 211 dont la documentation technique avait été achevé en 1962. Après la reprise de la construction, la structure du modèle a été modifiée par les ingénieurs de Martin dont le développement fut terminé en 1966.
Dans les années 1970, les usines de ZTS TEES Martin et ZTS Dubnica nad' Vahom produisaient les locomotives industrielles. En ce qui concerne ZTS TEES, il s'agissait d'un programme complémentaire à la production militaire mise en œuvre dans des ateliers d'une superficie de 13 700 mètres carrés. Le programme de développement économique prévoyait de poursuivre le développement technologique et la production des modèles jusqu'en 1990 dans trois catégories de puissances (800, 1 200 et 1 500 chevaux). Le moteur 12V 170DR, modernisé à maintes reprises était devenu obsolète il allait être remplacé par le moteur Pielstick PA4 fabriqué sous licence. Le premier modèle de locomotive fabriqué avec le nouveau moteur pielstick 12 PA4-185 était la locomotive T 466.0 dont la production en série s'est déroulée de 1973 à 1979. La toute dernière locomotive produite à martin était le prototype T 466.1 équipé d'un moteur électrique à courant alternatif, ce qui représentait le changement le plus significatif par rapport au moteur à courant continu de la locomotive T 466.0 introduite en novembre 1979. Hormis les locomotives produites en série, il existait plusieurs locomotives produites uniquement en version prototypes au début des années 1970 comme la locomotive T 465.0 produite en 2 exemplaires seulement avec un moteur Pielstick 12 PA4-185.

#### Les pelleteuses Poclain
La licence de production des pelleteuses excavatrices sur roues Poclain de la série "T" a été acheté en 1970 par la société de commerce extérieure Martimex pour le groupement industriel VHJ puis la documentation de conception a été adaptée et modifiée selon les conditions d'utilisations et les normes tchécoslovaques. Ces modifications comprenaient majoritairement le remplacement de la cabine et de pratiquement tous les composants, des essieux jusqu'à la transmission, en passant par le moteur car les modèles de base étaient équipés de moteurs Deutz ou Agrom refroidis par air d'une puissance de 45 chevaux. L'achat d'une licence Sauer à révolutionné les systèmes hydrauliques tchécoslovaques dont les installations pouvaient à présent délivrer des pressions jusqu'à 30 MPa. Les premières excavatrices Poclain auraient été assemblés à Martin en 1972, principalement à partir de composants français et sur les mêmes chaînes de montage que les char T-55, cependant il est possible que les tout premiers modèles aient été fabriqués vers 1970-1971 pour des tests de fonctionnement et d'homologation car des modèles TEES-Poclain TY45 ont été présentées sur le stand de TEES Martin au salon MSV de Brno, en septembre 1972. Cette même année, la production en série a débuté et un total de 19 excavatrices sont sorti des chaînes de montage. Plus tard ce seront deux nouveaux modèles qui seront ajoutés au programme de production, d'abord le modèle TC45 un dérivé du TY45 qui se différenciait par un châssis à chenilles et le modèle TYP2, par ses chenilles à la place des roues, un châssis double essieux et une transmission 4X4. Le modèle TY45 a été le plus produit car la demande était plus importante tant au niveau national qu'à l'international, probablement à cause de son prix qui était un tiers inférieur à celui du modèle TC45. En 1977, la production d'excavatrices a été transféré à l'usine Dubnica nad Váhom en raison du manque de place sur le site de Martin à la suite du transfert de la production complète de tracteurs Zetor Crystal UR II mais malgré cela les cinq dernières excavatrices TY45 ont été produites à Martin entre 1978 et 1980. De 1972 jusqu'à 1980, ce serait un total de 1 282 excavatrices TY45 qui auraient été produites à Martin, contre un seul modèle TC45 produit en 1978 et en revanche aucun modèle TY2P.

### Reconversion dans les tracteurs agricoles

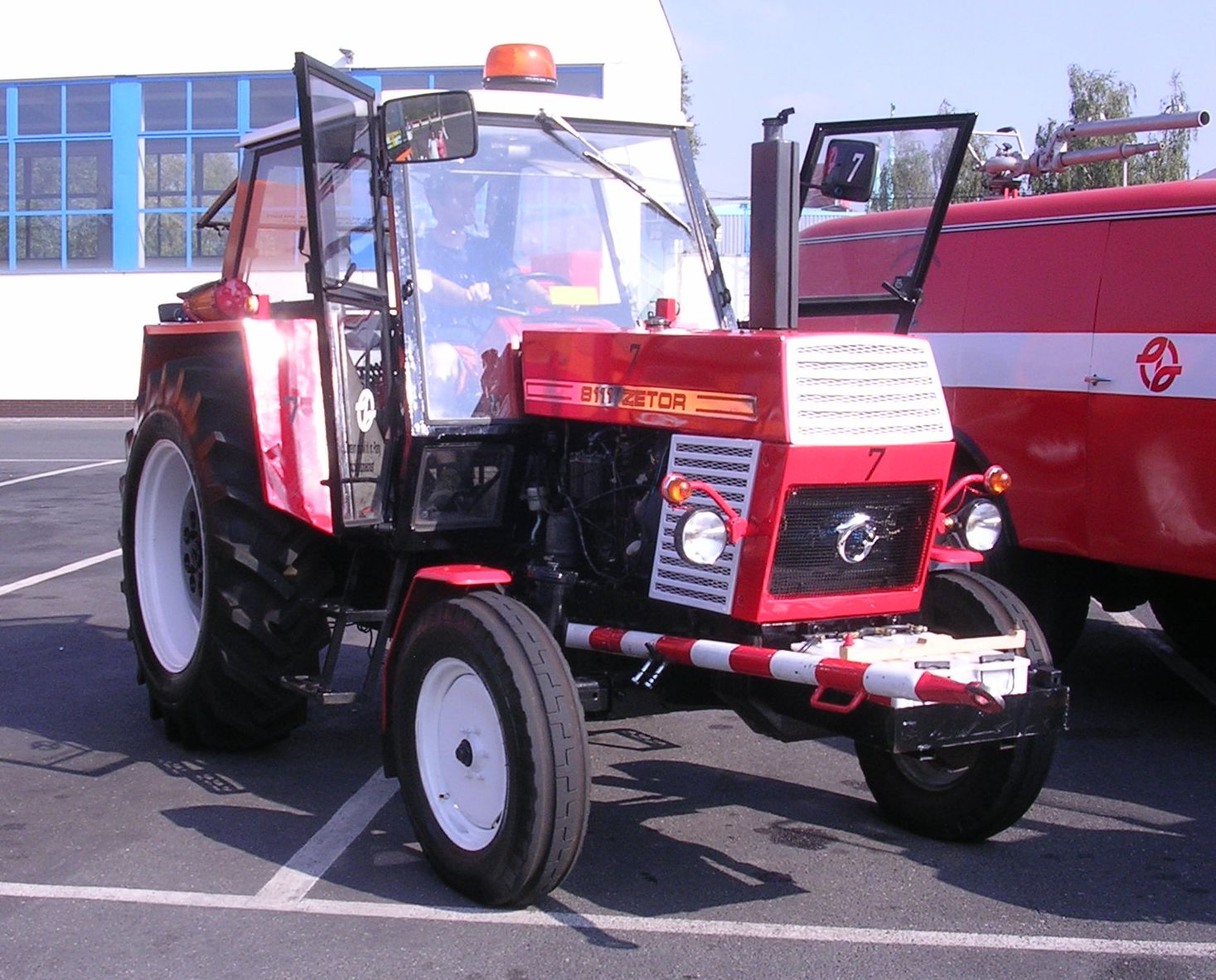
ZETOR 81.11 série UR II B fabriqué à l'usine de Martin.

À la suite de différents accords internationaux concernant le programme de contrôle et de réduction de la production d'armes, les usines de Martin perdent plusieurs marchés de la production « spéciale ». Afin de venir en aide à l'emploi dans cette région plus reculée, le gouvernement tchécoslovaque décide en 1971 de transférer la production des moteurs de tracteurs Zetor Crystal UR II dans l'usine de Martin.
En 1973, l'usine Závod Motory Zetor est créée en collaboration avec Brno afin de démarrer la production de composants pour les moteurs Zetor. La production en série de moteurs complets UR II démarre en 1975. Au fil des années, ZTS perd de nouveaux marchés et la production s'en trouve encore plus impactée si bien que le gouvernement tchécoslovaque décide de transférer à Martin, la production complète des tracteurs agricoles Zetor Crystal dans une nouvelle usine spécialement aménagée pour l'occasion. Le succès des tracteurs de fortes puissances à fait que l'usine Zetor à Brno manquait de place. Après avoir construit plus de 44 000 tracteurs Crystal UR II, Zetor est contraint de céder à ZTS la production de ses modèles de fortes puissances.
La production de tracteurs complets de la série Crystal "0" débute en 1981. Cette même année, la société ZTS VVU Martin est créée et devient le leader de la base de recherche du groupement industriel VHJ-ZTS. Au même moment, les ingénieurs du Centre de Recherche pour tracteurs tchécoslovaque - polonais ont continué a travailler ensemble sur l'amélioration de la gamme de tracteurs "UR II" et sur d'autres projets. Si ZETOR fournissait encore l'ensemble de systèmes de freinage, son implication a été restreinte au strict minimum. ZTS versait régulièrement des redevances de droits d'exploitation (royalties) pour l'apposition du marquage "ZETOR" sur le tracteur et pour l'utilisation de son réseau commercial et d'entretien.

#### La gamme de tracteurs agricoles UR II B
En 1983, quelques améliorations sont apportées sur la nouvelle gamme de tracteurs Zetor. Elle a été renommée UR II « B », le nom "Crystal" a cessé d'être utilisé et le numéro de série, le 2e ou 3e chiffre "0" selon la puissance du tracteur a été remplacé par le chiffre "1", chiffre correspondant à la 1re gamme de tracteurs conçus à Martin (ZTS 1). Parmi les nouveautés, on pouvait apercevoir un re-stylage du capot avec une cassure sur l'avant du capot afin d'apporter une meilleure visibilité du poste de conduite. La calandre, le corps ainsi que les grilles d'aération ont vu changé leurs couleurs en noir. La peinture de la carrosserie pouvait être différente suivant l'importateur et le pays de destination. Certains importateurs ont demandé des modifications spécifiques supplémentaires comme la pose d'une cabine "Duncan". Quelques changements d'organisation ont été réalisés notamment dans la production de composants majeurs de sous ensemble. La fabrication d'un certain nombre de pièces s'est vu transféré en interne dans le groupement industriel VHJ-ZTS. Il y avait quelques modifications au niveau de la cabine, maintenant elles étaient fabriquées par le slovaque "VLAD Presov", l'isolation avait été renforcé, un siège "Mars" plus confortable a été installé ainsi qu'un nouveau système de ventilation plus performant. La conception des portes et du toit ouvrant a été repensée afin d'en faciliter l'utilisation, les feux de travail ont été intégrés dans la partie haute de la cabine. On pouvait apercevoir pour la première fois le marquage et le logo ZTS sur l'avant du capot accompagné d'un autocollant de part et d'autre du toit de la cabine. Les essieux et ponts avant propulsés étaient produits à Brasov par "UTB" et à Vlkanová par "ZTS Vlkanovské Strojárne"; les ponts avant simple et les ponts arrière par "ZPC URSUS". La fabrication des transmissions a été transférée chez "ZVL Povaské Strojárne", elles ont été modernisées et elles disposaient d'une nouvelle fonction qui consistait à bloquer le démarrage du moteur lorsqu'un rapport était engagé, et plus tard (à partir de 1986) elles pouvaient être fournies dans la vitesse maximale de 35 km/h. Les systèmes et relevage hydrauliques étaient toujours assemblés par "PZL Hydral Wroclaw". Les seuls composants qui étaient encore fabriqués par ZETOR étaient les différents systèmes de freinage. Les freins de services étaient à disques secs et multi-plaquettes commandés par deux pédales indépendantes ou jumelés, le frein de remorque était pneumatique et le frein de parking était actionné mécaniquement via un levier. En 1984, La gamme a été enrichie de nouveaux modèles avec l'arrivée du 9111/ 45 et du 14145 venu accompagnés les modèles 8111/ 45, 10111/ 45, 12011/ 45 et 16145. Le 14145 avait la particularité d'être équipé d'un pont et essieu avant propulsé assemblé par "ZTS DETVA". Les moteurs atmosphériques à 4 et 6 cylindres "Z8001" et "Z8601" assemblés à Martin, ont été remplacés par de nouveaux types modernisés référencés "Z8401" pour les modèles 8011/ 45 et "Z8701" pour les modèles 12011/ 45, ces moteurs disposaient de paramètres de fonctionnement améliorés, une réduction du bruit, une réduction de la consommation de carburant ainsi qu'une réduction des vibrations. La production en série a connu un démarrage rapide avec un volume de vente assez régulier. Quant aux tracteurs équipés des nouveaux moteurs suralimentés au moyen d'un turbocompresseur ČZM référencés "Z8002 (10011/ 45) et "Z8602" (modèles 14145 et 16045), le volume de production a démarré progressivement sur plusieurs années.
La série a rencontré un énorme succès international puisque les modèles auraient été produit à plus de 40 000 unités à travers le monde entre 1981 et 1988.

#### La gamme de tracteurs agricoles UR II C
Cinq ans après la modernisation de la gamme initiale, une nouvelle génération de tracteurs s'apprête à faire son apparition. C'est en 1989 que la troisième génération nommée UR II « C » (ZTS 2), est présentée et introduite sur les marchés. Le marquage "Crystal" était toujours absent et le numéro de série, le 2e ou 3e chiffre (1) selon la puissance du tracteur a été remplacé par le chiffre "2", chiffre correspondant à la 2e série de tracteurs assemblés par ZTS. On pouvait distinguer plusieurs améliorations, une nouvelle cabine VLAD Presov réaménagée, plus spacieuse et insonorisée, avec une plus grande surface vitrée ainsi que de nouvelles portes élargies avec actionneurs par vérins télescopiques à gaz y compris pour la fenêtre de toit. On apercevait également un nouveau tableau de bord avec l'incorporation de nouveaux témoins lumineux (niveau contamination filtre air, pression huile du multiplicateur de couple, liquide de frein). Le poste de conduite a été repensé avec la position de pédales de frein qui ont été suspendues pour une utilisation plus confortable, des commandes hydrauliques d'embrayage et de frein et des commandes hydrostatiques ont été installés. L'ensemble des systèmes de freinage était fabriqué par ZETOR Brno, les freins de services étaient composés de deux double circuits à pédales séparés avec disques secs à plaquettes. Le caisson d'emplacement des batteries a été déplacé, des modifications ont été apportées à la structure de suspensions arrière et de plus grandes roues ont été installées sur les modèles les plus puissants. Les moteurs 4 et 6 cylindres Martin Diesel M1 ont été améliorés et équipés d'une nouvelle pompe injection directe Motorpal. On retrouvait les blocs 4 cylindres de 4 562 cm3 pour les modèles 8245, 9245 et 10245 ainsi que les blocs de 6 cylindres de 6 842 cm3 avec une admission d'air atmosphérique, développaient une puissance comprise entre 102 et 115 chevaux pour les modèles 11211/ 45 et 12211/ 45. Les blocs 6 cylindres avec admission d'air sur-alimentée via l'ajout d'un turbocompresseur CŽM développaient une puissance comprise entre 142 à 160 chevaux pour les modèles 12245T, 14245 et 16245. Le modèle 16245 disposait d'un turbocompresseur avec refroidissement liquide intermédiaire d'admission du flux d'air de type "intercooler". Les performances générales des moteurs ont été améliorées avec une augmentation du couple allant de 12 à 24% selon les modèles et la consommation en carburant et huile ont été revues à la baisse. Le filtre à air est de type humide Sandrik avec pré-filtre IFE-Man. Les modèles à 4 roues motrices disposaient d'un pont avant propulsé fabriqué par UTB Brasov et par la suite VS Naprávy. L'enclenchement se faisait au moyen d'une commande électro-hydraulique tout comme le multiplicateur de couple et la prise de force. Les transmissions étaient fabriqués par ZVL Povazske Strojarne et étaient devenues entièrement synchronisées disposaient de 8 vitesses avant dans 2 gammes et de 4 vitesses arrière qui une fois multipliées par l'amplificateur de couple donnaient alors 16 vitesses avant et 8 arrière. Le modèle ZTS 16245 est équipé d'un embrayage mono disque sec, mono étagé à commande hydraulique par pédale et une transmission lui permettant de rouler à une vitesse de 30 km/h, avec 6 vitesses avant et 3 vitesses arrière (avec amplificateur 12/6). Le confort du conducteur a été amélioré avec l'installation d'un nouveau siège Grammer ainsi que de nouveaux équipements de ventilation, d'un chauffage plus performant, d'une lunette arrière dégivrante et des essuies glaces de série. Plusieurs accessoires étaient disponibles en option, comme la climatisation, un attelage avant avec prise de force pouvait être installée tout comme les crochets d'attelage rapide Walterchied. Selon le type de tracteur, la force de levage pouvait être augmentée jusqu'à 4,5 tonnes grâce à la pose d'un deuxième vérin auxiliaire. La direction assistée pouvait être commandée via un vérin simple effet ou avec un vérin double effet relié à l'Orbitrol Orsta ou Danfos, selon le choix du client pour moins de vibrations transmise au volant. L'ensemble des systèmes hydrauliques fabriqués par PZL Hydral Wroclaw (Agromet Archimede) ont été amélioré .

#### Les années 1980
Au milieu des années 1980, la délimitation entre les gammes UR II de ZTS et UR III de Zetor ayant été défini entre sociétés, un nouveau projet nommé UR IV est en développement chez ZTS. C'est à cette époque qu'un tracteur autonome télécommandé avait été mis au point à Martin en collaboration avec Ursus. La principale raison d'un tel tracteur était son utilisation potentielle dans le transport de matériaux à l'intérieur des centrales nucléaires. Le projet fut enterré après la dissolution du conglomérat ZTS.
Durant cette période, ZTS essaie de diversifier ses activités, le bureau de recherche de ZTS-VVU Martin a développé différents engins, de construction, de terrassement et de travaux forestiers, si bien qu'en 1988 les premiers bulldozers L 600 D Super et D580E en coopération avec Hanomag sont produits. Cependant, la collaboration sera stoppée au milieu des années 1990, les volumes annoncés n'ayant jamais été atteints.
Entre 1988 et 1989, le centre de recherche a développé un tracteur agricole à chenilles sous le nom de Renova 175 (alias PTM-75). Lors de sa conception, il a été décidé d'emprunter une grande partie des composants du véhicule de combat d'infanterie BVP-1 produit à l'usine. Ainsi le nouveau tracteur a hérité du BVP, le moteur UTD-20, les rouleaux d'entraînement et les chenilles et bien d'autres éléments. La chose la plus intéressante du tracteur était son moteur, il était constitué de six cylindres en V d'une capacité de près de 16 litres, qui développait une puissance de 300 chevaux, d'un couple de 980 N/m et d'une consommation de carburant de 175 litres/heure. La cabine était moderne pour l'époque, le tableau de bord comportait de nombreux indicateurs, voyants et interrupteurs. Il était équipé d'une transmission constituée de dix vitesses avant et deux vitesses arrière. Le tracteur avait une vitesse comprise entre 2,6 et 15 km/h. Le Renova 175 a été produit en un seul exemplaire qui servait en guise de prototype et de véhicule d'exposition. S'il a été présenté lors de plusieurs manifestations, il n'y a eu aucune commande d'enregistrée. Par conséquent, la production de série n'a jamais débuté et le tracteur n'a pas été développé davantage.
À cette époque, le centre de recherche ZTS VVU a développé et mis au point un véhicule à chenilles tout terrain connu sous la désignation Mulda TS 120. Il était destiné a différents usages, tel une dameuse pour l'entretien des pistes enneigées, le transport de personnes et de matériaux dans les conditions extrêmes. Cet engin pouvait être équipé en option d'accessoires et d'équipements spéciaux utilisés pour l'entretien des pistes (lame de déblaiement avant en forme de U et souffleuse à neige), l'approvisionnement et l'entretien des installations de transport en montagnes ainsi que pour les zones d'activités récréatives et sportives dans les zones montagneuses difficiles d'accès. Il y avait d'autres domaines d'utilisation où un niveau de faible pression de la surface au sol était requise comme l'énergie, les télécommunications et les services d'assistance en montagnes. Il pouvait être équipé d'une cabine de transport pour des passagers et un aménagement spécial pour un usage d'assistance médical. Le ZTS Mulda TS 120 était propulsé par un moteur ZETOR six cylindres turbocompressé Z8604.019 d'une capacité de 7 298 cm3 et d'une puissance de 172 chevaux. Ce véhicule n'avait rien à envier à ses concurrents occidentaux mais malheureusement il n'est jamais entré en production de série et nous ignorons combien d'unités ont été produites en usine, cependant au moins quatre exemplaires du Mulda TS 120 ont été produits sur le site ZTS de Dubnica nad' Vahom entre 1988 et 1992 .
Conclu entre 1988 et 1992, le traité sur les forces armées conventionnelles en Europe a également été d'une importance capitale car il a défini l'utilisation des armes conventionnelle et le niveau d'équipement lourd de chaque pays ce qui a impacté directemt les fabricants. L'effondrement de l'Union soviétique a entrainé la perte de la majeure partie du marché de véhicules militaires et agricoles. Les changements politiques et la désintégration des marchés orientaux ont eu un impact important sur la production civile et sur l'ensemble du groupe ZŤS.
La société se prépare à affronter les années 1990 dans une tout autre dimension économique, industrielle et commerciale. En 1991, le gouvernement slovaque a pris la décision de mettre fin à la production de véhicules blindés chez ZTS Martin, ZTS Dubnica 'nad Vahom et PPS Detva

### Après la révolution de Velours, la lutte pour survivre
Après la révolution de Velours de 1989, l'entreprise ZTS commence à se restructurer et à se scinder en différentes sociétés distinctes. Le groupement industriel VHJ-ZTS est dissous, ZTS Martin est créé et prend son indépendance. Il faudrait produire 86 tracteurs pour l'équivalent de production d'un char de combat, l'ensemble du groupe cherche donc de nouveaux marchés pour maintenir l'emploi ; à Martin, un contrat de production sous licence de moteurs Lombardini sera signé en 1989. En 1992, ZTS Martin ne produisait que 10 % du volume d'armement qu'il fabriquait en 1988, plusieurs contrats « spéciaux » de fabrication ou de rénovation de chars d'assaut et de véhicules blindés sont tombés à l'eau notamment avec la Syrie et le Soudan. Cette même année, le constructeur présente en exclusivité au salon du « SIMA » de Paris, le premier modèle de tracteur chenillard le PPT 130, plusieurs prototypes seront produits en 1995. En 1996, un nouveau modèle de tracteur à chenilles sera présenté, le Proferram 183 P avec une puissance de 185 chevaux mais la production en série des deux modèles sera finalement abandonnée. Le passé militaire faisait que ZTS était en avance sur bien des concurrents et avait déjà travaillé sur plusieurs prototypes de tracteurs chenillards depuis le milieu des années 1980 dont notamment le RTM-175 Renova.
En 1993, lorsque la Tchécoslovaquie fut scindée en deux pays, la collaboration avec Zetor cessa définitivement et ZTS Martin commença à produire les modèles des « ex-Crystal » sous son propre nom et en utilisant la majeure partie du réseau commercial de ce dernier (Motokov International) jusqu'en 1998 puis celui de Martimex jusqu'en 2006.
Un des problèmes les plus graves était que les usines d'État n'étaient pas habituées à faire des affaires et n'avaient donc pas connaissance des techniques du commerce. Les entreprises exportaient leurs produits vers des pays tiers par l'intermédiaire de ce que l'on appelait des PZO, c'est-à-dire des entreprises publiques de commerces extérieures. Le conglomérat ŽTS était principalement aidé par Martimex et Motokov pour ses exportations. Les ventes aux pays du CAEM étaient assurées par le gouvernement par le biais de contrats pluriannuels avec les États socialistes concernés. Après la chute du bloc de l'Est, la sécurité des ventes garantie par l'État a disparu et chaque entreprise a du se gérer elle-même. Les contrats de vente ont du être cédés par l'État et les géants de l'industrie ont du apprendre à faire du commerce, du lobbying et à s'affirmer face à la concurrence des entreprises occidentales prédatrices nouvellement installées.

#### La gamme de tracteurs agricoles ZTS UR II C
C'est donc en 1993 qu'avait lieu la division de la Tchécoslovaquie en 2 pays distincts. La société ZTS avait été privatisée et maintenant elle devait se débrouiller seule. En dehors du réseau commercial utilisé par ZTS, la collaboration avec ZETOR avait cessé et les tracteurs fabriqués par ZTS étaient maintenant commercialisé sous son propre nom. Aucun changement en dehors du marquage était à signaler sur les modèles. Une gamme dite "SUPER" composée des modèles 12245, 14245 et 16245 fera son entrée sur le marché. Ces tracteurs étaient tous dotés de moteurs 6 cylindres de 6 842 cm3 avec des composants encore plus robustes dont certains étaient maintenant conçus et assemblés en interne chez ZTS Martin ou par des filiales. L'ensemble des systèmes de freinage, les ponts arrière et les transmissions étaient plus robustes et de meilleure qualité. La force de soulèvement du relevage hydraulique arrière avaient éte augmenté et les systèmes hydrauliques externes offraient un débit plus élevé. Les ponts avant propulsés renforcés fabriqués par ZTS Vlkanová disposaient d'un nouveau type de réducteur et la robustesse de la transmission a encore été amélioré en 1997 grâce à la réalisation de nouvelles pièces de fonderie en interne.

#### La gamme de tracteurs agricoles UR IV "M1"
Pour faire face à la demande croissante de tracteurs de plus en plus puissants, c'est donc en 1994 que la nouvelle gamme de tracteurs lourds dénommée  UR IV a été présenté aux côtés de la série UR II. Cette gamme disposait de tracteurs plus robustes que la gamme UR II, la dénomination de cette série se faisait par l'apposition du nombre "3" en 2e ou 3e position selon la puissance du tracteur. Elle comprenait les modèles 8311/ 45, 10311/ 45, 11311/ 45, 12311/ 45, 14345, 16345 et 18345. À une époque où la délimitation entre ZETOR et ZTS avait été établie, les modèles UR IV avaient été développés depuis la seconde moitié des années 1980 en collaboration avec URSUS et le bureau de recherche et développement tchéco-polonais. Le tracteur a complètement été revu, cette gamme disposait dans son catalogue d'un nouveau modèle, le plus puissant jamais sorti chez ZTS, le 18345 qui développait une puissance allant jusqu'à 185 chevaux et qui pouvait rouler à une vitesse de 42 km/h. La série était équipée de nouveaux blocs-moteurs à refroidissement liquide "MARTIN DIESEL" plus puissants conçus par la filiale de ZETOR (jadis) DS MARTIN. Les moteurs disposaient d'un meilleur couple et d'une cylindrée revue légèrement à la hausse. Chaque cylindre avait un alésage de 110 mm conforme à l'origine mais avec une course rallongée à 128 mm, ce qui avait pour conséquence d'augmenter la cylindrée du bloc de 4 cylindres à 4 865 cm3 et celui du 6 cylindres à 7 298 cm3. Les modèles 8311/ 45 et 10311/ 45 disposaient sous leurs capots du moteur 4 cylindres, le dernier modèle étant doté d'un système d'injection de carburant diesel suralimenté grâce à l'ajout d'un turbocompresseur CŽM. Les modèles 11311/ 45, 12311/ 45, 14345, 16345 et 18345 disposaient du moteur 6 cylindres turbocompressé avec compresseur additionnel CZM. Le 18345 était équipé en supplément d'un refroidisseur intermédiaire d'admission du flux d'air de type "intercooler". La transmission assemblée par ZVL Povaźké Strojárne était constituée de nouveaux rapports de démultiplication 16+16 ou 32+16, avec la présence d'un dispositif de commutation électro-hydraulique mono étagé à friction et disque sec. L'essieu avant était assemblé par VS Naprávy et l'essieu arrière par ZPS URSUS, ils étaient plus lourds et dotés de nouvelles suspensions. On trouvait également un nouveau système de freinage à disque immergé dans un bain d'huile pour une meilleure efficacité. Le relevage hydraulique à trois points était fabriqué chez ZTS, maintenant il était à commande électronique et était dotée d'une capacité de levage plus accrue (7 tonnes) avec de nouvelles têtes d'accouplement rapides. Cet équipement de remorquage et de porte-outils étaient plus modernes que ceux de la génération précédente. Du point de vue esthétique, le design avait été revu, le nouveau capot laissait apparaitre des formes angulaires sans doute pour symboliser la puissance et rappeler le "Crystal" mais avec une nouvelle disposition des grilles de ventilation du moteur. Le rouge était la couleur omniprésente sur l'ensemble du capot, le dessus du toit et des ailes. Les montants de cabine, grilles d'air et les entourages de passage de roues étaient de couleur noire. La nouvelle cabine fabriquée par VLAD Presov avait été réaménagée, le tableau de bord avait été élargi avec de nouveaux témoins lumineux ainsi que de nouveaux interrupteurs. La gamme pouvait être enrichie de quelques accessoires en option tels un système de relevage avant à trois points avec prise de force. La nouvelle gamme de tracteurs ZTS présentait un rapport qualité-prix indétrônable par rapport aux tracteurs moyens lourds de marques occidentales.

#### Après l'effondrement des marchés
En 1995, l'entreprise ZTS TEES Martinské Strojárne filiale de ZTS TEES, qui emploie alors 4 670 salariés est créée puis sera intégrée en 1997 dans la société de redressement publique DMD Group a.s dont le siège social est à Trenčin. De nouveaux véhicules de travaux sont lancés sur les marchés.
De 1996 à 1997, le gouvernement slovaque a tenté de relancer les ventes de tracteurs neufs ZTS en apportant une aide financière à hauteur de 60% du prix total du tracteur. Apparemment, il semblerait que de nombreux agriculteurs aient à peine bénéficié d'une subvention de 40% et ces derniers ont préféré acheter des tracteurs étrangers certes plus coûteux mais avec une importante renommée. Les géants constructeurs occidentaux ont su investir et conquérir le marché de l'Europe de l'Est au bon moment et étaient suffisamment solides financièrement et mieux organisés si bien qu'ils se sont mis à proposer des financements à court terme aux agriculteurs lors de l'achat d'un tracteur neuf.
En 1997, le gouvernement slovaque a créé la société ZTS TEES Motory Traktory mais le transfert d'actifs et le développement de moyens de production ont mis trop de temps pour se mettre en place alors l'entreprise a été déclarée en faillite.

#### La gamme de tracteurs agricoles UR II C "M98"
En 1998, le gouvernement slovaque lance un plan de sauvetage en nationalisant l'entreprise afin d'éviter le dépôt de bilan et le licenciement des 2 270 salariés,. Malgré les difficultés, l'année 1998 voit l'arrivée de la nouvelle gamme de tracteurs UR II M98
. La désignation des tracteurs étaient inchangée, la série était composée des modèles 8211/ 45, 9211/ 45, 10211/ 45, 11211/ 45, 12245, 14245 et 16245. Le monde change et la technologie évolue, cette série représente la modernisation de la gamme UR II « C » avec des changements majeurs principalement au niveau esthétique, la mode de la carrosserie aux formes angulaires était révolue et ZTS devait innover avec un budget revu à la baisse. La plus grande nouveauté était la conception générale de la carrosserie complètement redessinée avec des ailes aux formes arrondies. On retrouvait une nouvelle cabine modernisée fabriquée par l'entreprise slovaque Kovotrend BK Orlov, avec un nouveau toit, des grandes portes vitrées sans cadre et un capot aux lignes plongeantes et arrondies conçu en fibre de verre polyester avec des grilles de ventilation encastrées de part et d'autre de la partie frontale. La cabine disposait d'un nouveau tableau de bord ainsi qu'un nouveau siège Grammer plus confortable. La climatisation était disponible en option tout comme le relevage avant. Les systèmes hydrauliques avaient été améliorés avec un meilleur débit. Tout comme l'enclenchement du pont avant propulsé, le dispositif de sécurité anti-démarrage du moteur quand une vitesse est enclenché était activé au moyen d'une commande électrique positionnée au tableau de bord mais ces dispositifs étaient toujours disponible en version mécanique. Les modèles 12245, 14245 et 16245 SUPER, aux composants plus robustes feront également partie de la gamme "M98". Le volume de vente n'a cessé de décroitre depuis plusieurs années si bien que ce seront moins de 2000 unités de cette série qui seront fabriquées à Martin entre 1999 et 2005. Cette gamme de tracteurs n'a pas été exportée dans tous les pays où ZTS commercialisait ses modèles auparavant via le réseau commercial de ZETOR.

#### La gamme de tracteurs agricole UR II C "M99"
L'année 1999, voit l'arrivée d'une nouvelle gamme bâtie sur les modèles précédents de l'UR II C "M98" mais avec de nouvelles améliorations. La numérotation des modèles avait changé, on retrouvait à la 3e position du numéro de série le nombre "4" à la place du "2". Le catalogue comprenait les modèles 11445, 12445, 14445 et 16445. Les modèles à 2 roues motrices et avec moteurs à 4 cylindres avaient cessé d'être produits en raison des coûts de production difficiles à amortir à cause d'un marché trop concurrentiel ayant pour effet de faible volume de vente. Si un nouveau projet de collaboration avec ZETOR aurait été envisagé il sera finalement écarté. Un léger re-stylage au niveau carrosserie dont le capot ainsi que la toit de cabine avait été réalisé. On retrouvait de nouvelles caractéristiques techniques, un nouveau siège Grammer plus confortable avait été installé et le tableau de bord avait été revu et modernisé. Les deux essieux ont été renforcés, le pont avant offre un meilleur angle de braquage. Sur l'ensemble des modèles, le faisceau de l'installation électrique avait été re-aménagé et de nouveaux dispositifs d'éclairage avaient été installés. Les tracteurs disposaient d'un nouveau système de relevage avec un dispositif de commande électronique Bosch EHR offrant ainsi de meilleures performances. Il y avait également une pompe hydraulique plus puissante avec un débit plus important (55 litres/min) et une force de levage plus accrues. La transmission était constituée d'une boîte de vitesse mécanique avec 16 vitesses avant et 8 vitesses arrière avec un multiplicateur de couple à 2 degrés avec commande hydraulique. On retrouvait également un nouveau système de filtre air à double éléments filtrants Donaldson. La gamme disposait d'une nouvelle génération de moteurs Martin Diesel avec admission du flux d'air turbocompressée « UR IV M2 » en six cylindres de 7 298 cm3 les modèles à quatre cylindres de 4 865 cm3 ayant été abandonnés.
La gamme dite "SUPER" offrait des caractéristiques supplémentaire sur ces tracteurs. Deux nouveaux essieux fabriqués chez ZTS étaient installés. L'essieu avant était renforcé et offrait un meilleur angle de braquage grâce à son nouveau réducteur et l'essieu arrière également plus robuste était le même que celui installé sur la gamme UR IV. Ces tracteurs disposaient d'une nouvelle génération de moteurs 6 cylindres Martin Diesel UR IV M2, le même que celui de la gamme UR IV, d'une capacité de 7 298 cm3 avec une admission d'air sur-alimentée au moyen d'un turbocompresseur KKK ou Holset, conformes aux dernières normes d'émission polluante "Tier I".
Malheureusement, compte tenu de la situation économique de ZTS Martinské Strojárne (TEES), la gamme UR II C "M99" ne rentrera pas en production de série et seuls quelques exemplaires seront produits.

#### La gamme de tracteurs agricoles UR IV "M2000"
Le monde a changé dans les années 1990 et la technologie a évolué. L'année 2000 voit l'arrivée de la nouvelle gamme de tracteurs UR IV composée de modèles disponibles uniquement en 4 roues motrices et avec un moteurs 6 cylindres conformes aux nouvelles normes d'émission polluante; à savoir les modèles 11345, 12345, 14345, 16345 et 18345. Les changements majeurs apportés étaient principalement au niveau esthétique. La mode de la carrosserie aux formes angulaires étaient révolue et pour survivre ZTS devait innover avec un budget revu à la baisse. Un re-stylage complet avait été appliqué avec une conception de la carrosserie redessinée avec des formes arrondies identiques à la gamme UR II C "M98", du toit de la cabine, en passant par les ailes et le capot. La nouvelle cabine Kovotrend BK Orlov était installée avec un nouveau toit arrondies, des grandes portes vitrées sans cadre et un capot aux lignes plongeantes et arrondies conçu en fibre polyester avec des grilles de ventilation encastrées de part et d'autre de la partie frontale.

#### Les tracteurs à chenilles PPT 130 et PROFERRAM 183 P
En 1992, le constructeur slovaque a présenté au public le modèle PPT 130, ce qu'il prétendait être à l'époque un tracteur à chenilles doté de multiples caractéristiques innovantes à un prix abordable pour des exploitations de tailles moyennes. Le modèle aurait été récompensé au salon international SIMA à Paris. ZTS exerçait dans le segment de puissance haute et avait conçu son nouveau tracteur pour concurrencer le Challenger et aussi le Track Marshall entre autres. À sa sortie, il prévoyait de réduire le prix de 30% voire plus, sur le marché européen. Grâce à son expérience de constructeur d'engins militaires, ZTS avait déjà conçu plusieurs prototypes de tracteurs agricoles à chenilles dans les années 1980, le châssis du PPT 130 aurait largement été inspiré des chars d'assauts BVP, le design extérieur aurait été signé par l'ingénieur Jarolím Vavru. L'engin disposait du nouveau bloc six cylindres Martin Diesel UR IV M1 Z8604.022 de 7 298 cm3 d'une puissance de 180 chevaux, le même qui équipait le modèle 18345, sa pompe à huile était immergée dans le carter afin d'éviter le déjaugeage en pente. La direction était assistée, de type hydraulique actionné par un volant, plutôt que des leviers comme la plupart. Il disposait d'une transmission composéée de 16 rapports avant et 8 rapports arrière entièrement synchronisée conventionnelle P135.1 "Zetor Power" avec multiplicateur de couple à deux degré avec passage sous charge, ce qui donnait un total de 32 vitesses avant et 16 vitesses arrières. L'arbre de prise de force était enclenché hydraulique via un embrayage à friction. Une évolution du modèle était prévue sous la désignation PPT 130 G avec un équipement complémentaire tel une transmission hydrostatique. Le véhicule avait un empattement de 2 790 mm, une largeur de voie de 2 025 mm, une longueur de 5 600 mm (6 440 mm avec un attelage trois points avant et arrière), une largeur de 2 665 mm, une hauteur de 3 300 mm et une garde au sol de 380 mm, un poids de 12 000 kg. Sa vitesse était comprise entre 2,1 et 21,5 km/h. Il y aurait eu trois modèles fabriqués dont deux auraient subi une série de tests exigeants sur le terrain afin de valider le processus de production en série.
Un modèle de tracteur à chenilles similaire, sous la désignation PROFERRAM 183 P, a été développé en 1994 et assemblés entre 1995 et 1996. Un nombre de neuf modèles auraient été assemblés, trois sur le site de ZTS Martin et six autres modèles chez Ferram sro à Opava en Slovaquie. Le modèle aurait été conçu par des anciens ingénieurs de ZTS VVU, à savoir Heinrich Urbanek et Jan Vrabec, lesquels avaient créé une nouvelle société du nom de Ferram à Opava. Le Proferram a été conçu sur les bases du schéma et des documents de conception du modèle PPT 130 et plusieurs brevets ont été déposés en 1994. Ses dimensions, une longueur de 5 318 mm, une hauteur de 3 155 mm, une largeur de 2 480 mm, une largeur de voie de 1 830 mm pour un poids total de 10 200 kg (9 200 kg sans les masses d'alourdissement).
Contrairement aux idéées reçus, les modèles disposaient de plusieurs atouts par rapport à ses concurrents. Ils étaient les seuls tracteurs à chenilles à être équipés de série d'un attelage trois points avec prise de force avant et arrière, d'un système de relevage avec contrôle électronique Bosch EHR. Ils disposaient d'un pont avant suspendu avec amortisseurs hydrauliques accompagné de coussins d'air montés sur les trains de roulement et un système de freinage pneumatique avec compresseur d'air intégré. Les grandes roues arrière assuraient la motricité et transmettaient la puissance nécessaire, de petites roues à suspensions pneumatiques assuraient le déplacement et les roues libres avant étaient freinées au moyen de freins à disques étant donné que le tracteur pouvait rouler jusqu'à une vitesse de 50 km/h. La hauteur des roues motrices arrière pouvait s'élever de 5 cm en position route via une commande hydraulique pour préserver les chenilles d'une usure prématurée. Le constructeur aurait eu l'intention d'adapter le système d'amortissement de ces chassîs à l'ensemble de ses tracteurs de forte puissance de gamme UR IV.
Bien que ces tracteurs ai subi toute une série de tests en laboratoire et en conditions réels réussis avec succès, ils ne sont pas rentrés en production de série pour diverses raisons, la première était le prix de revient beaucoup trop élevé d'environ 3 millions de Couronnes tchèques CZK (un peu moins de 120 mille euros) qui était dû à leur coût de production et la deuxième était le schéma de construction assez complexe à mettre en place sur chaîne pour un faible volume. ZTS voulait que ses clients puissent acquérir les modèles à un tarif intéressant inférieur de 30 à 40 % par rapport à ses concurrents Caterpillar et Challenger à cette époque, un engagement qu'il n'aurait pu respecter.

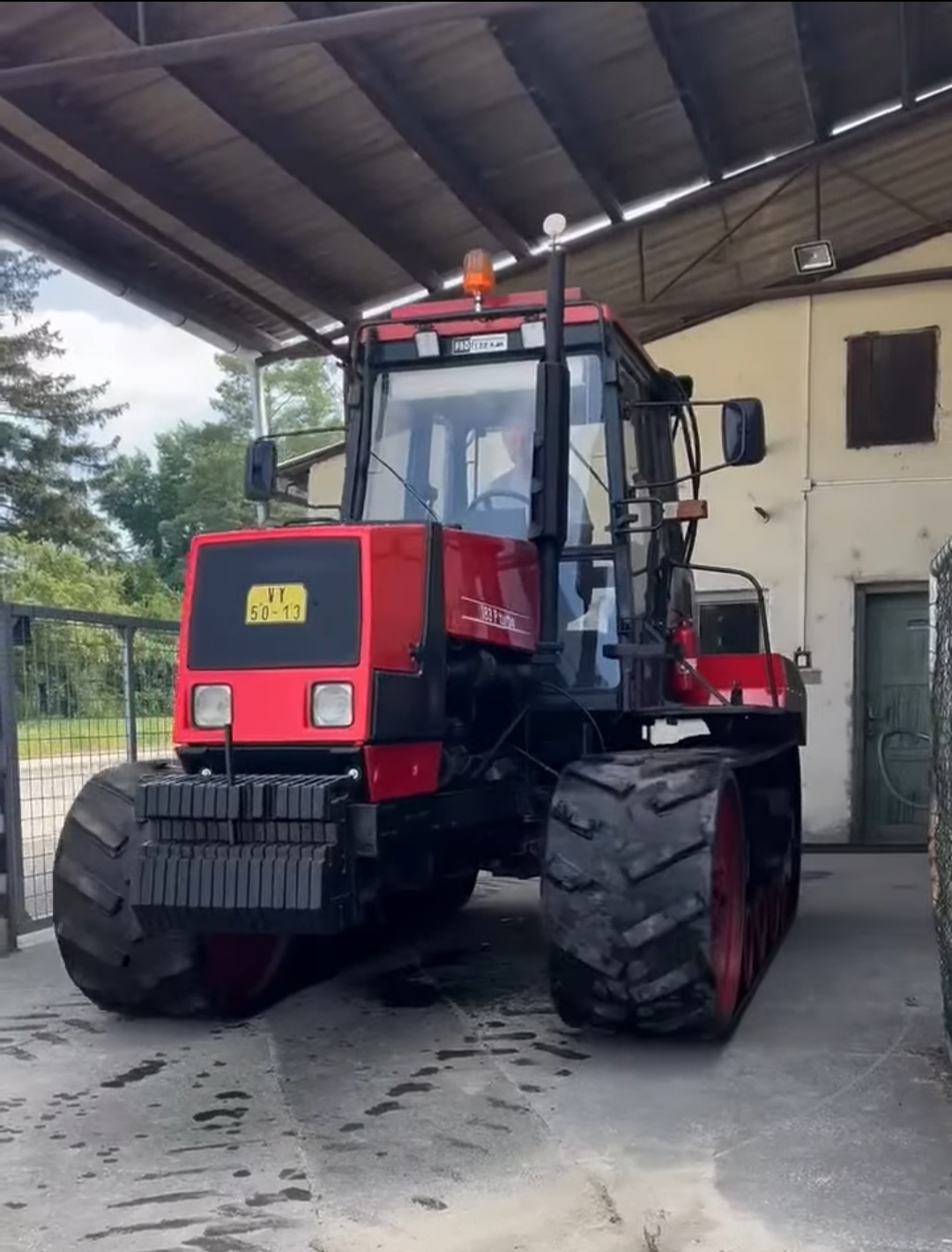
ZTS proferram 183 P

### Faillite et fin des tracteurs ZTS
Ce n'est qu'à l'issue de la division de la Tchécoslovaquie en 1993, que ZTS Martin devient complètement autonome. La collaboration avec Zetor prendra fin cette année là. Si l'année précédente, ZTS avait lancé une collaboration de courte durée avec un partenaire historique, le roumain UTB Brasov, afin de commercialiser une gamme de tracteurs légers, à la fin des années 1990 il tendra de collaborer à nouveau avec le voisin Zetor mais le projet n'aboutira pas. Le constructeur continuera à se dirigera vers la Pologne notamment pour la fourniture de certains composants. En plus du manque de tracteurs de fortes puissances supérieur à 200 CV, la sortie de la gamme UR III de Zetor mettra en avant l'absence de tracteurs de faibles puissances dans le catalogue du constructeur slovaque. Si ZTS continuera d'utiliser une partie du réseau commercial de Zetor jusqu'en 2002, les relations deviendront difficiles avec la société d'exportation internationale Motokov si bien que ZTS cessera sa collaboration avec le géant tchèque pour se concentrer uniquement sur marchés traditionnels de l'Europe centrale et de l'Est là où la réglementation en matière de sécurité et d'émissions polluantes est moins contraignante.
D'année en année, ZTS Martin verra ses ventes s'écrouler et les dettes s'accumuler. Par conséquent, à mesure que les ventes s'écroulaient les prix des tracteurs augmentaient proportionnellement, ce qui incita les clients et même les plus fidèles à se diriger vers la concurrence notamment occidentale.
Les années 2000 sont franchies avec de grosses difficultés. L'usine aurait produit un très faible volume de tracteurs, toutes gammes confondues. En 2002, malgré les différentes restructurations des dernières années et l'échec des contrats d'exportation, la société ZTS TEES Martin qui n'emploie plus que 150 salariés est déclarée en faillite,,. HTC Holding, un groupe financier slovaque récent propriétaire de Zetor et de Povazske Strojárne, rachètera la société ZTS TEES Martin ; un instant rebaptisé « ZTS Traktory Motory Works », puis la revendra au groupe Martimex - Alfa, qui à la base est une société commerciale issue de l'ancien conglomérat « VHJ-ZTS ».

#### La création de différentes entreprises indépendantes
Tout au long des années 1990, la fin de ZTS aura engendré une restructuration de grandes ampleurs pour les activités du groupe ZTS avec la création et la privatisation de nombreuses entreprises distinctes. Entre 1998 et 2000, des anciens salariés d'entreprises d'ingénierie mécanique de ZTS TEES en faillite ont créé plusieurs petites entreprises. Il s'agissait d'anciens cadres moyens et subalternes qui avaient du courage pour assumer des responsabilités et voler de leurs propres ailes. Ainsi, la division moteurs Zetor a été nommée « DS Martin », la division moteurs sous licence Lombardini a été nommée ZTS TEES Motory, la partie d'ingénierie des pièces est devenue « ZTS TEES Vos », une autre partie d'ingénierie a été scindée pour devenir « ZTS VVU Kosice ». La section de fabrication d'équipements miniers et locomotives de mines est devenue « PHS Stojarne », la fabrication d'outils est devenue « Viena International »,.
En 2001, la société TS Motory a rassemblée la division moteurs diesel de grosses cylindrées Pielstick sous une nouvelle entité juridique dénommée SEMT Motor. La production d'un certain nombre de composants pour tracteurs agricoles comme la production de transmissions, d'essieux moteurs, d'engrenages usinage des métaux, le traitement de surface des métaux (galvanisation, chromage, ...) a été repris par SEMT Production Ltd et l'activité a été élargie à l'usinage mécanique de pièces pour d'autres fabricants comme l'entreprise française AFE Metal (devenu SAFE Metal) qui s'est implantée à Martin en 2000. AFE Foundry sro a débuté ses activités en 2002 dans les anciens locaux de ZTS Martinmetal et avec les anciens salariés de l'entreprise. La production de pellets a également été mis en place dans les locaux. L'entreprise SEMT Production a été déclarée en faillite en 2013
Le groupe Martimex est propriétaire de la société ZTS TEES Lesné Traktory qui assemble les tracteurs forestiers LKT dans son usine de Trsténa en Slovaquie et dont les ventes ont considérablement diminué également. Il faut rappeler que les premiers tracteurs forestiers LKT ont été étudiés et conçus à Martin. Après le sauvetage de la marque ZTS, la production de tracteurs fût délocalisée à Trsténa afin de réduire les coûts et d'utiliser au mieux la capacité du site de LKT. La société n'avait pas établi de ligne séparée, les tracteurs agricoles ZTS étaient assemblés sur la même ligne que les tracteurs forestiers LKT.

#### La gamme de tracteurs agricoles UR IV "M2005"
En 2004, ZTS présente un nouveau plan d'action avec les derniers modèles améliorés de l'UR IV "M2000" sous la série "M2005". Ces tracteurs auraient été dotés de plusieurs innovations, une nouvelle cabine "M97" du polonais Agromet Kunow, avec un toit redessiné d'une seule partie intégrant les optiques ovales, des passages de roue moins larges avec des poignées d'accès encastrées. De nouvelles grilles de ventilation latérales du moteur avaient été installés. C'est du côté mécanique que sera annoncée la plus grande innovation avec une nouvelle boîte de transmission avec multiplicateur de couple à 4 degrés sous charge qui aurait été installée sur le 18345 mais ces nouveaux modèles ne furent jamais entrés en production de série. Les pièces principales de la dernière gamme de tracteurs étaient fournies par des entreprises historiques de ZTS Martin ; DS Martin fournissait les nouveaux moteurs améliorées en 6 cylindres de 7 298 cm3 Martin Diesel M2 et conformes aux nouvelles normes anti-pollution avec une puissance inédite allant jusqu'à 194 chevaux. Les châssis et le nouvel essieu avant renforcé étaient fournis par SEMT Production Martin, les dispositifs de transmission par ZVL Povazka Bystrica et les cabines (semblable à celles qui équipent les tracteurs Martin Diesel et Ursus) par Agromet Kunow (aujourd'hui Agroplasmet Rutkowski s.p), et de nombreuses pièces par des sous-traitants régionaux.
En 2005, Martimex prévoyait d'assembler une centaine de tracteurs à Trsténa mais compte tenu du faible volume de vente, la société se contentera de produire uniquement les commandes en cours (dont une commande soixante tracteurs pour un client Oriental) afin de respecter ses engagements envers les clients. La nouvelle gamme de tracteurs n'aura pas eut le temps de trouver sa place sur le marché si concurrentiel. En 2006, ce sera l'arrêt définitif de la production de l'ensemble des tracteurs agricoles ZTS . Malgré plusieurs développements depuis 1981, les tracteurs ZTS sont restés des engins simples et robustes mais leurs évolutions n'ont pas suivi le monde de la technologie. Par faute de moyens financiers mais aussi une volonté du constructeur, en restant simple il y'avait moins de problème de défaillance et de fiabilité. Hormis le nouveau design extérieur "M98" et le relevage Bosh, la base d'un tracteur ZTS est resté la même sans grand changement comme son pont avant à attaque latérale. Certe, il y avait une cliente pour ce genre d'engins mais trop peu nombreuse pour permettre à tous les constructeurs de l'Europe de l'Est de pouvoir survivre.

### L'après ZTS
Pendant que les derniers tracteurs ZTS, dignes héritiers du Crystal de Zetor ; poussent leurs derniers souffles à Trstená chez LKT, sur l'ex-site de Martin, DS Martin le fabricant de moteur ZTS (Zetor et Ursus entre autres) continuera de commercialiser quelques tracteurs de gammes équivalentes sous la marque Martin Diesel puis Mt Super jusqu'en 2007 et de fournir des moteurs pour le constructeur polonais Ursus jusqu'en 2010.
En 2012, l'usine était en faillite et le site devait être vendu bien qu'un certain nombre de sociétés liées ou distinctes se soient déjà séparées et dont certaines sont encore en activité.
En 2006, SEMT Production a été déclaré en faillite.
En 2022, la friche de Martin est détruite et un nouveau projet d'aménagement devrait voir le jour. Le fabricant de moteurs DMD Lombardini ferme ses portes après 32 ans d'activités à Martin. La société créée en 2000; issue de ZTS TEES Motory puis DMD et Lombardini, employait alors 80 personnes.
À Trstnéna, la société LKT s.r.o appartient toujours à Martimex et continue d'assembler des engins forestiers avec une technologie entièrement revue et améliorée. Par conséquent, plus rien ne subsiste des caractéristiques des tracteurs ZTS sur les derniers engins LKT.
N'oublions pas qu'en 2015, la série UR II a fait son grand retour chez le constructeur Zetor avec la résurrection du « Crystal » entièrement revu et amélioré. Le Zetor Crystal, premier modèle du XXIe siècle avec les jantes de couleur rouge. Le modèle sera décliné en deux versions de 150 et 160 puis 170 chevaux avant d'être re-stylé puis amélioré en 2020.

## Modèles de véhicules

### Véhicules ferroviaires

#### Locomotives diesel

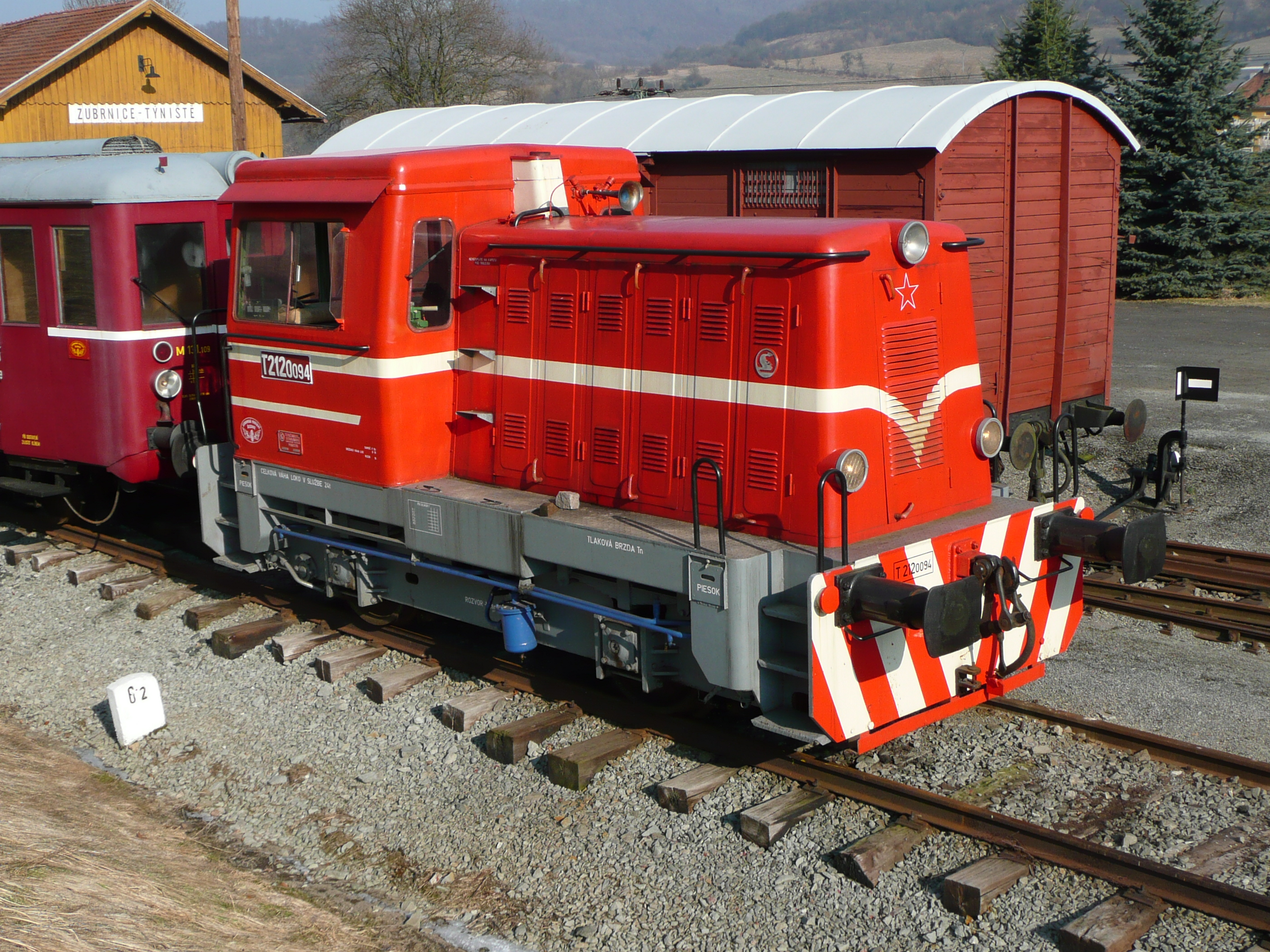
T-212

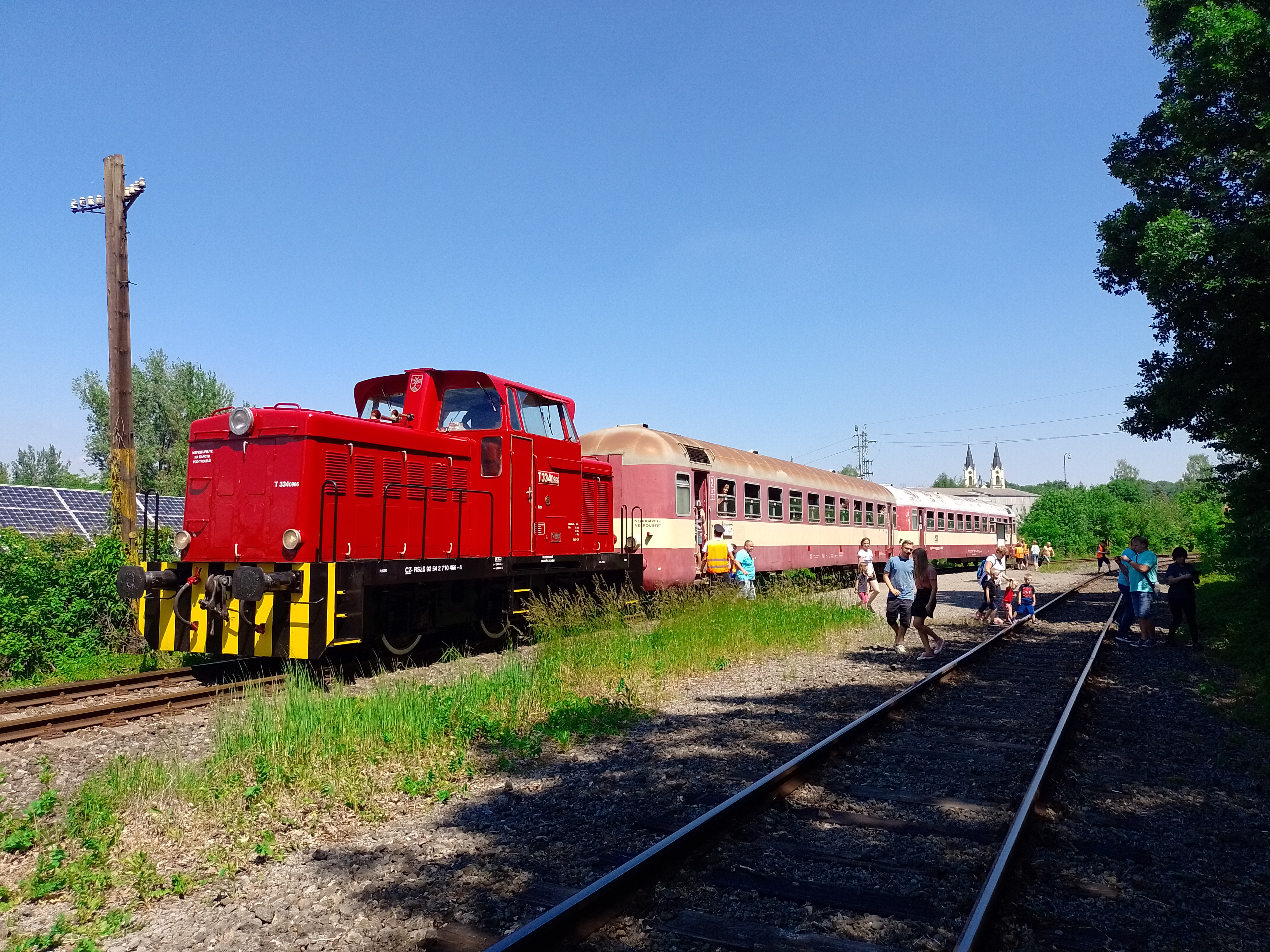
T-334

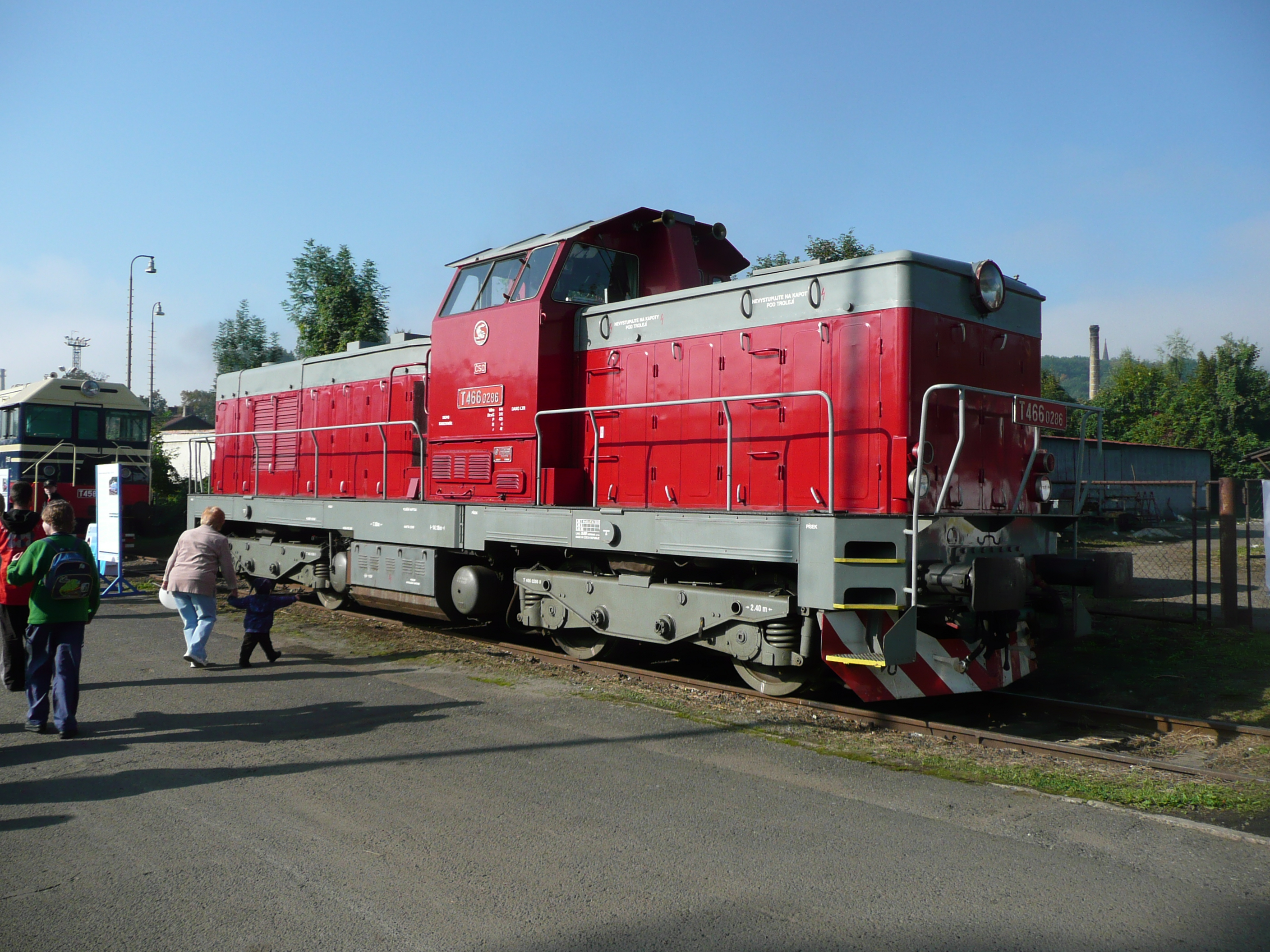
T-466

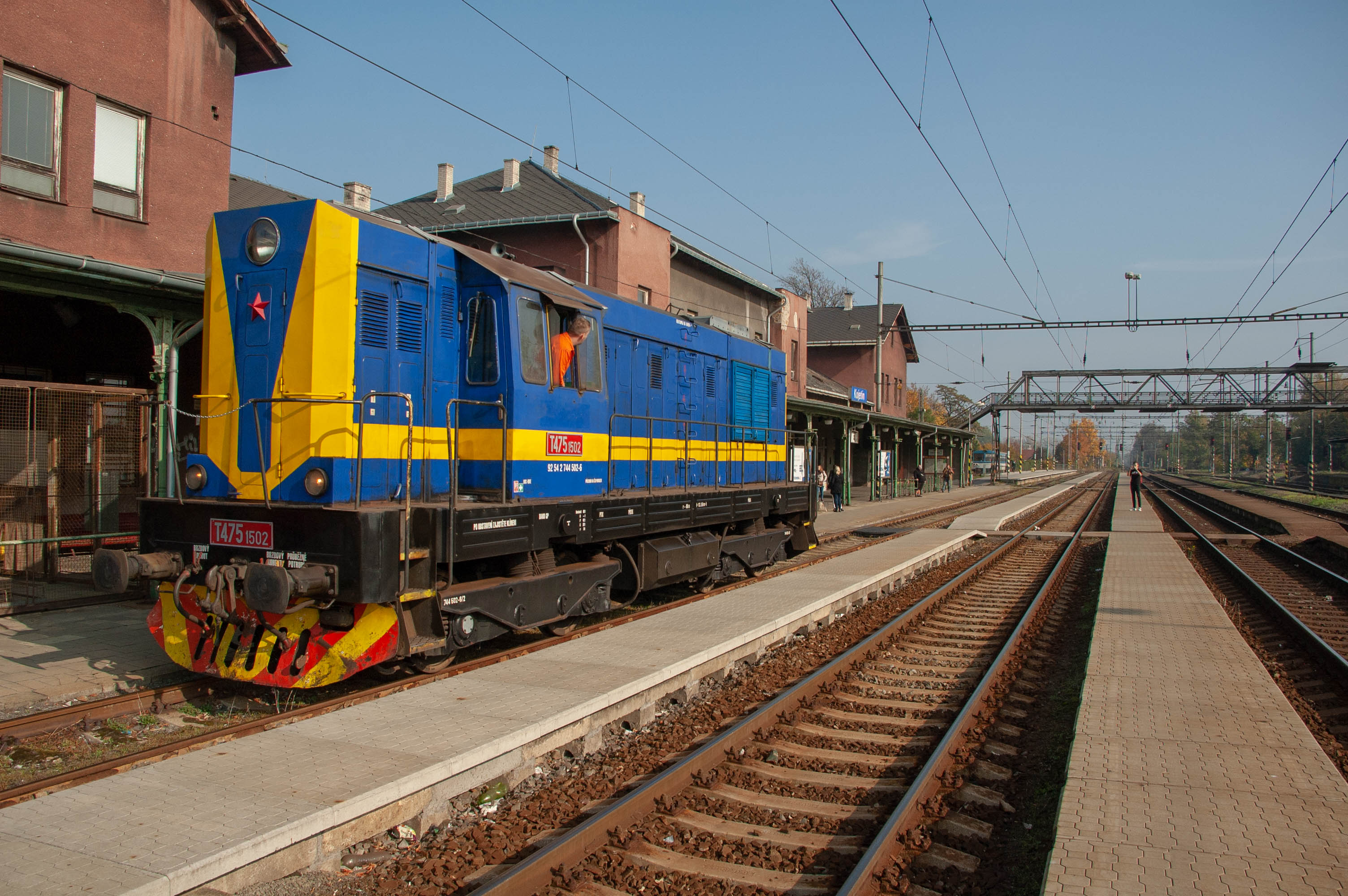
T-475

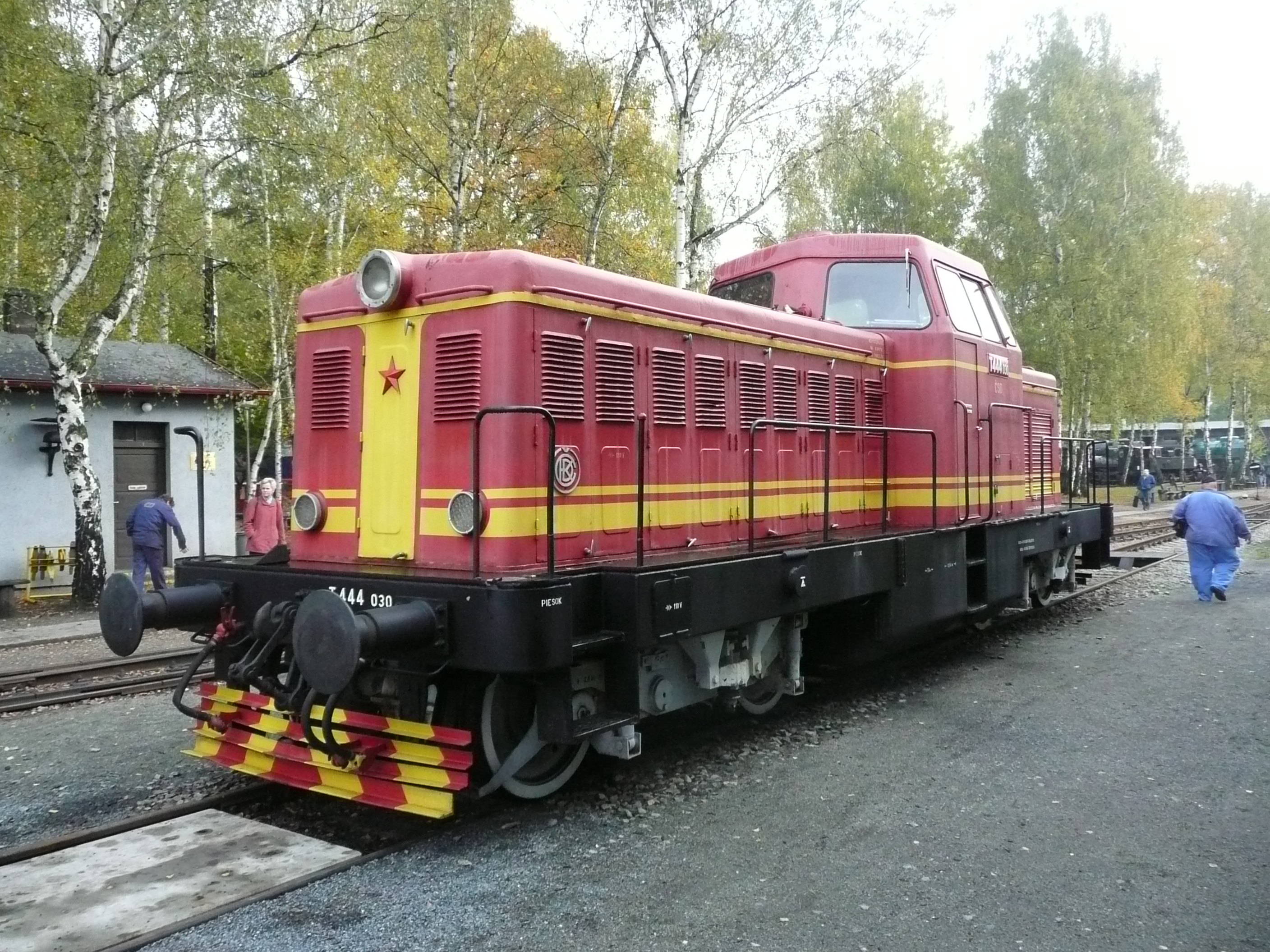
T-444

| Modèle de base nouvelle | Modèle de base nouvelle | Modèle dérivé     | Année     |
| Nouvelle référence      | Ancienne référence      |                   |           |
| ----------------------- | ----------------------- | ----------------- | --------- |
| T 212.0                 | 702                     | T 212.1, T 212.25 | 1967-1971 |
| T 334.0                 | 710                     |                   | 1961-1966 |
| T 436.1                 |                         |                   |           |
| T 444.0                 | 726                     | T 444.02, T 444.1 | 1963-1966 |
| T 465.0                 |                         |                   |           |
| T 466.0                 | 735                     | T 466.1           | 1971-1979 |
| T 475.0                 |                         |                   | 1961-     |
| T 478.0                 | 751                     | T 478.1, T 478.2  | 1964-1971 |

### Véhicules militaires

#### Chars

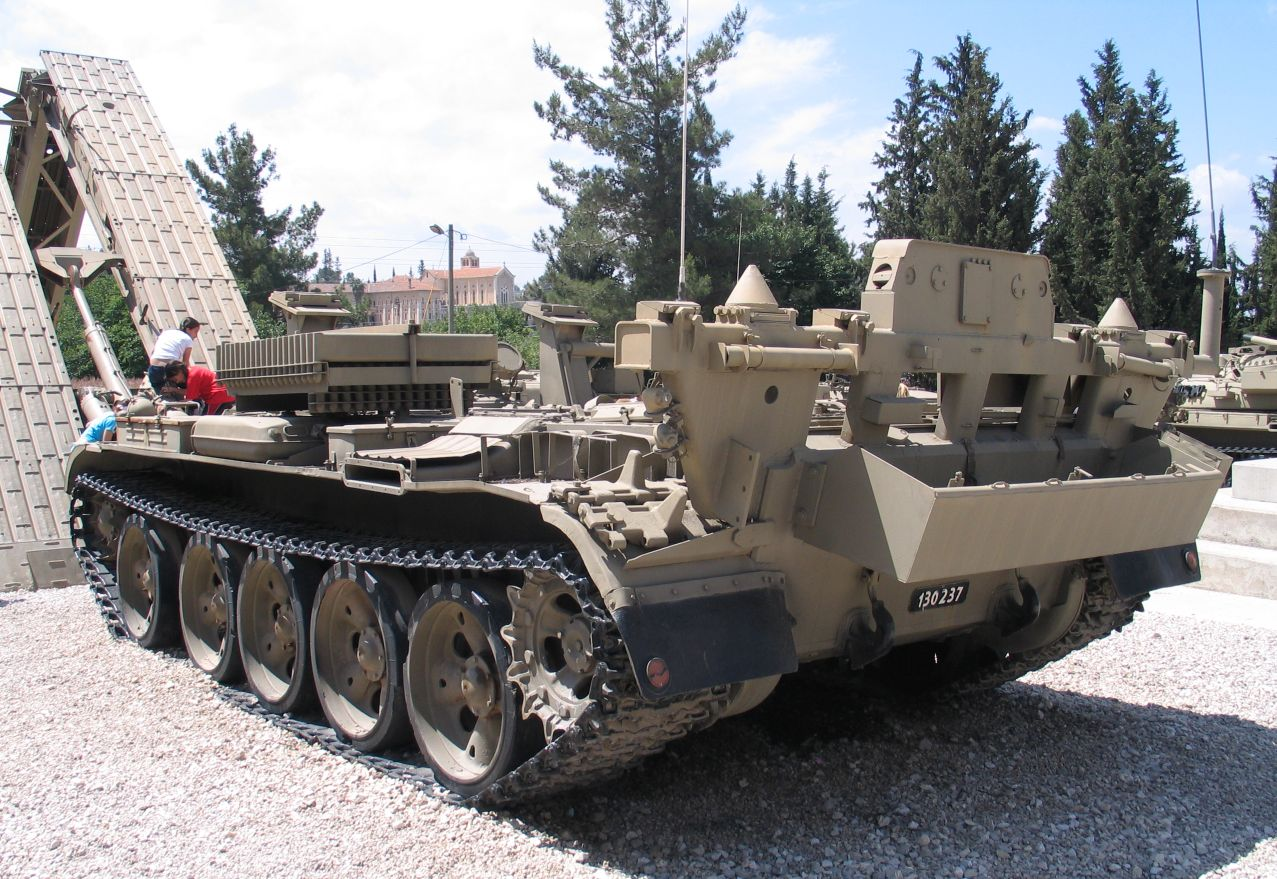
MT-55

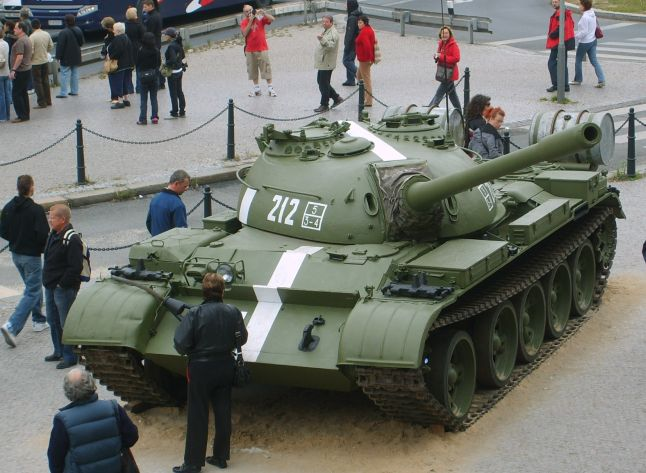

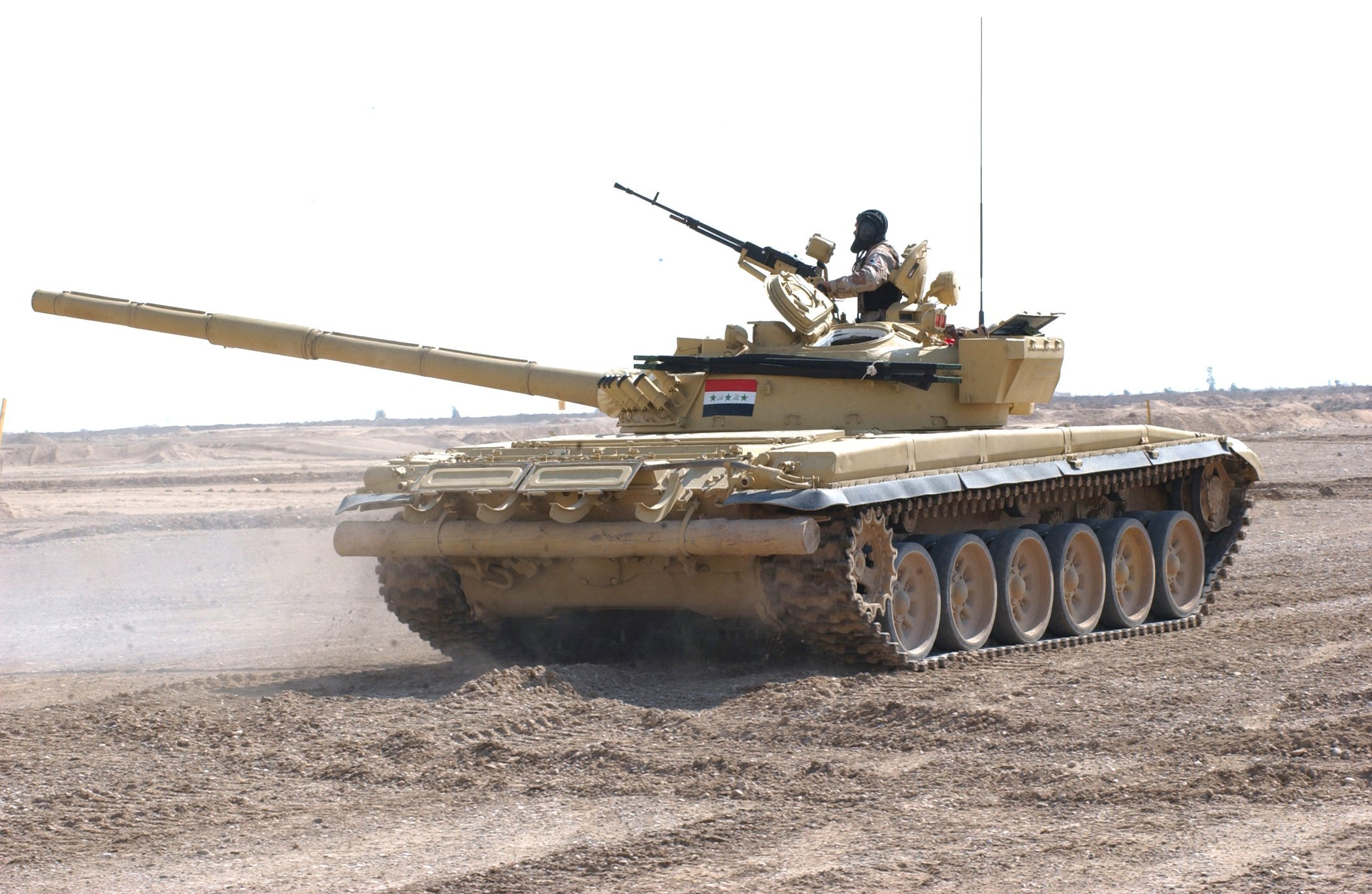
char T-72M

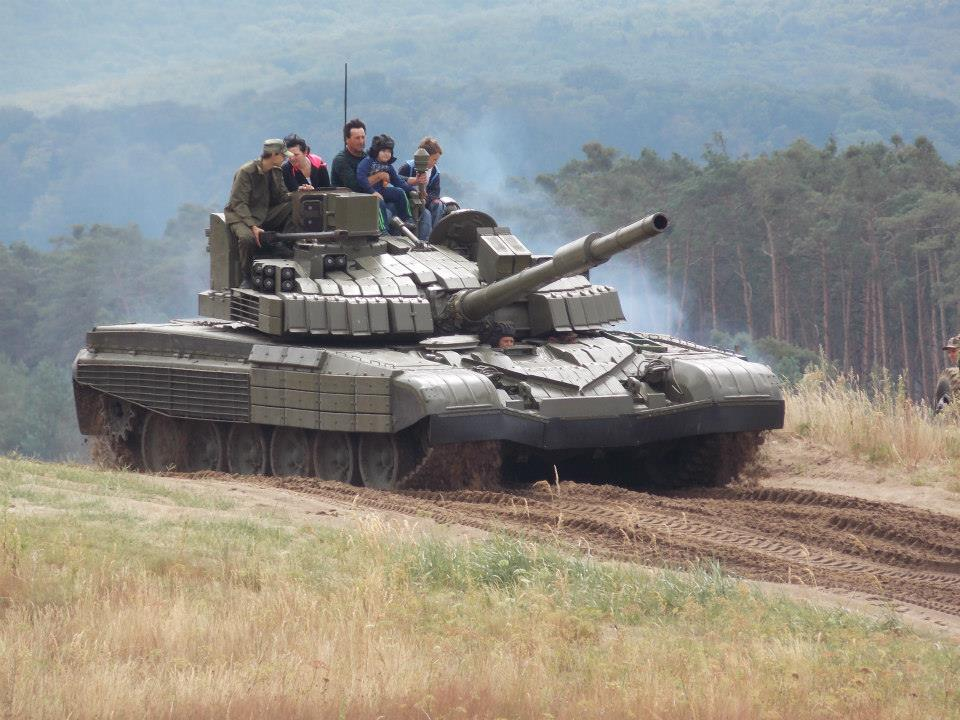
char T-72M2 Moderna

| Modèle de base | Modèle dérivé                          | Année     |
| -------------- | -------------------------------------- | --------- |
| T-54A          | T-54AM, T-54AR, T-54ARK                | 1957-1963 |
| T-55           | T-55A, T-55AR, T55AK, T-55AM1, T-55AM2 | 1964-1980 |
| MT-55          |                                        | 1968-1980 |
| T-72           | T-72M, T-72MK                          | 1981-1986 |
| T-72M1         | T72M1A, T-72M2 Moderna,                | 1986-1993 |
| BVP-1          | BVP-1P, BVP-1PK                        | 1981-1988 |
| T-72MKCZ       |                                        | 2003-2006 |

### Tracteurs agricoles

#### Désignation du type de tracteurs

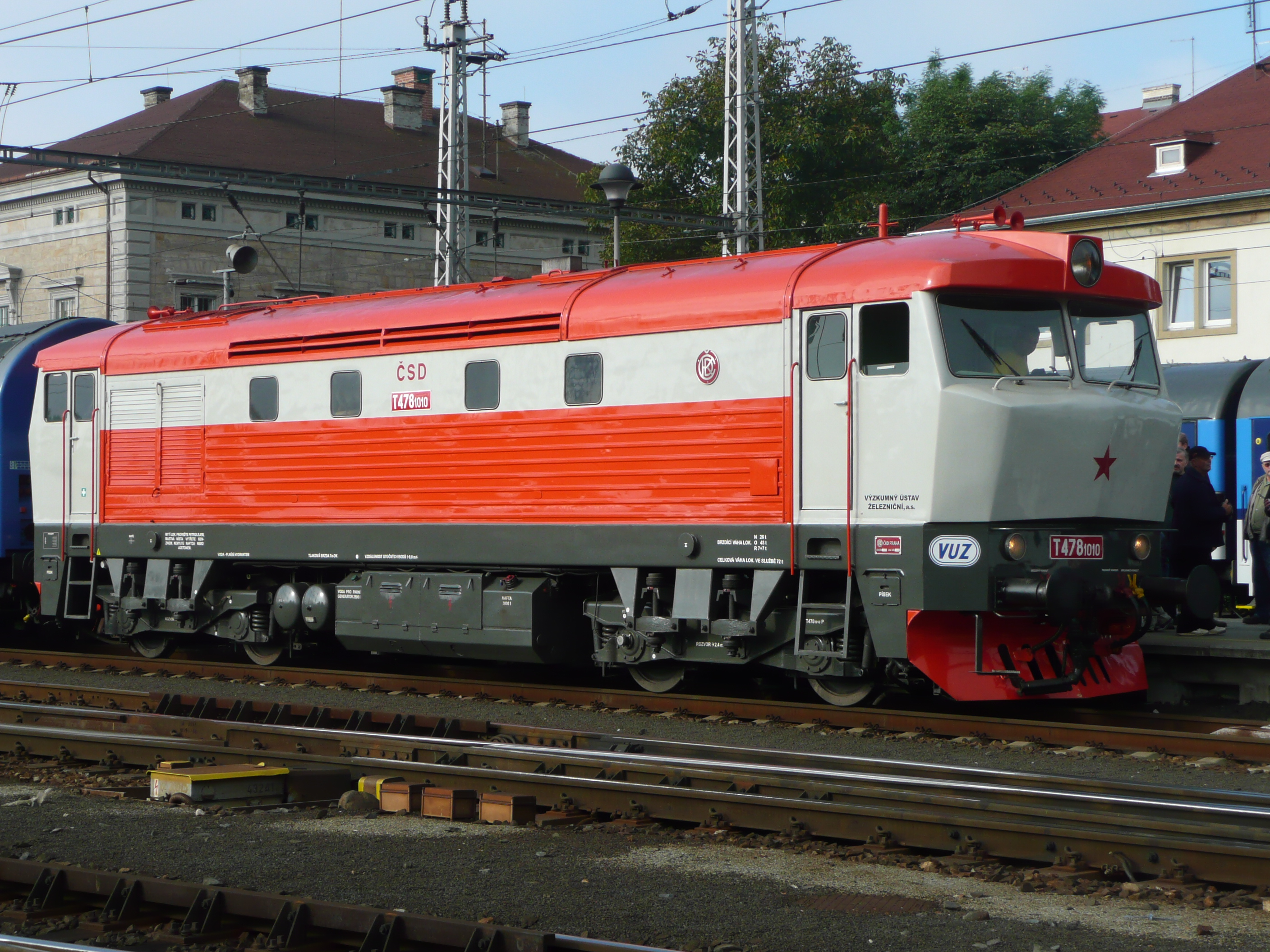
T-478

La désignation des tracteurs ZTS est identique aux tracteurs Zetor . Les deux ou trois premiers chiffre indiquent la puissance approximative en dizaine de chevaux du moteur . Le chiffre d'après, le deuxième ou troisième selon la puissance du moteur, désigne la série . Les deux derniers chiffres indiquent le nombre de roues motrices . Exemple : modèle ZTS 183.45 : 183 = 180 chevaux ; 3 = série évolution 3 (UR IV) ; 45 = 4 roues motrices - Modèle 92.11 : 92= 90 chevaux ; 2= série évolution 2 (UR II) ; 11= 2 roues motrices .

#### Modernisation Gamme UR II
,
| Modèle de base | Modèle dérivé | Evolution | Série           | Année de production |
| -------------- | ------------- | --------- | --------------- | ------------------- |
| 80.11          | 80.45         | A         | UR II Crystal 0 | 1981-1984           |
| 100.11         | 100.45        | A         | UR II Crystal 0 | 1981-1984           |
| 120.11         | 120.45        | A         | UR II Crystal 0 | 1981-1984           |
| 160.45         |               | A         | UR II Crystal 0 | 1981-1984           |
| 81.11          | 81.45         | B         | UR II ZTS 1     | 1983-1989           |
| 101.11         | 101.45        | B         | UR II ZTS 1     | 1983-1989           |
| 121.11         | 121.45        | B         | UR II ZTS 1     | 1983-1989           |
| 161.45         |               | B         | UR II ZTS 1     | 1983-1989           |
| 91.11          | 91.45         | B         | UR II ZTS 1     | 1985-1989           |
| 141.45         |               | B         | UR II ZTS 1     | 1985-1989           |
| 82.11          | 82.345        | C         | UR II ZTS 2     | 1990-1995           |
| 92.11          | 92.45         | C         | UR II ZTS 2     | 1990-1995           |
| 102.11         | 102.45        | C         | UR II ZTS 2     | 1990-1995           |
| 112.11         | 112.45        | C         | UR II ZTS 2     | 1990-1995           |
| 122.11         | 122.45        | C         | UR II ZTS 2     | 1990-1995           |
| 142.45         |               | C         | UR II ZTS 2     | 1990-1995           |
| 162.45         |               | C         | UR II ZTS 2     | 1990-1995           |

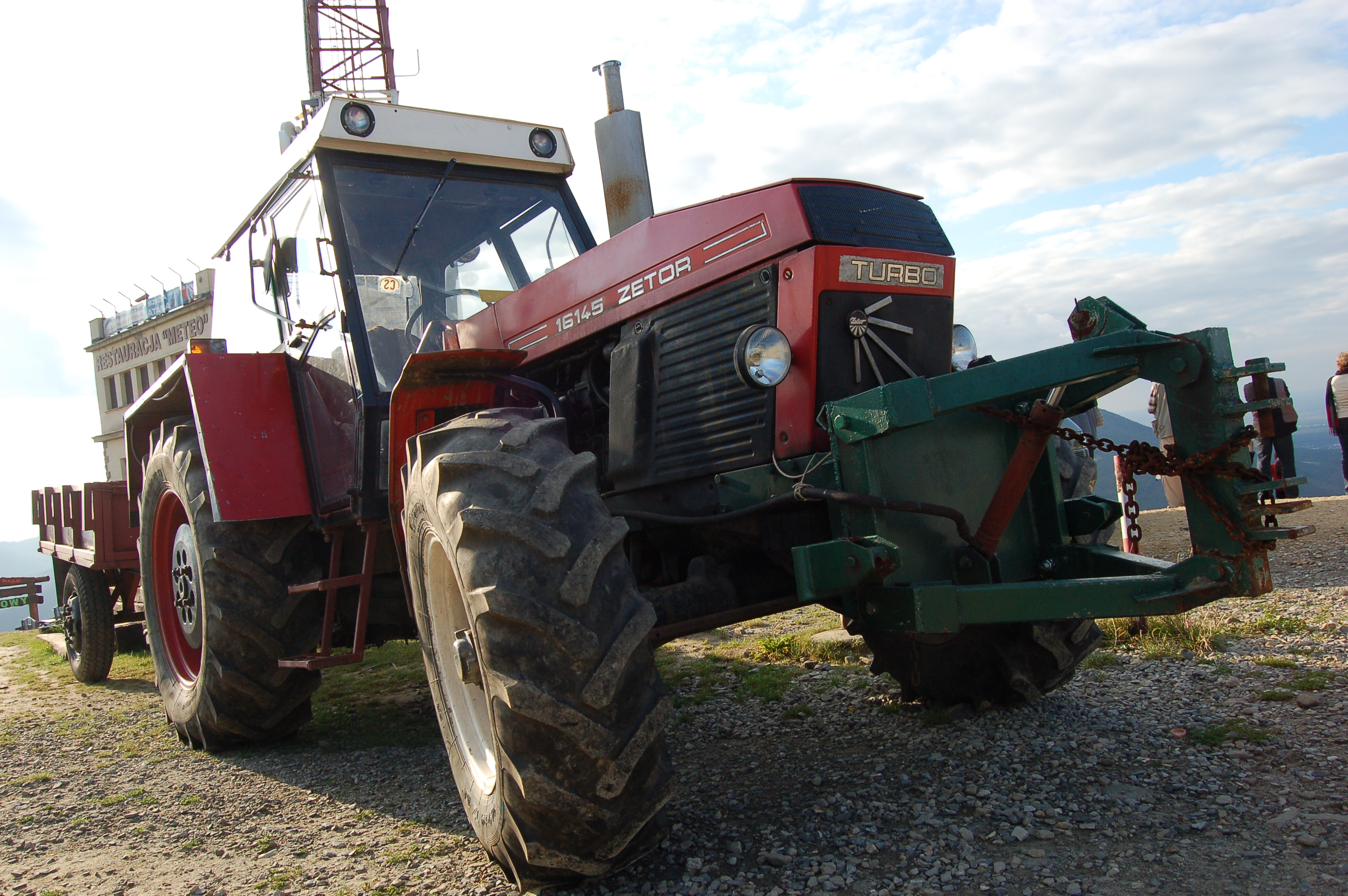
ZETOR 161.45 UR II "B"
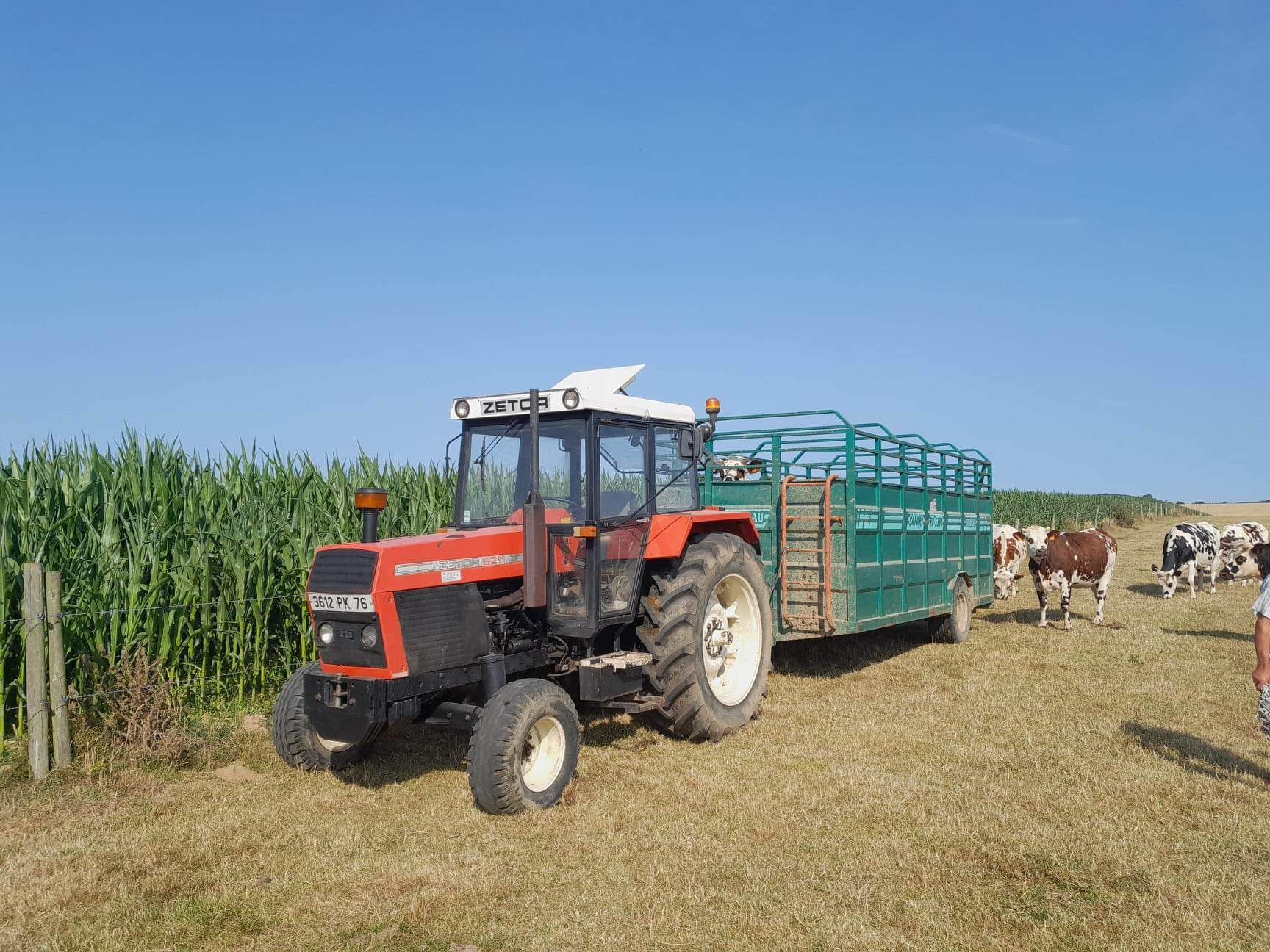
ZETOR ZTS 82.11 UR II "C"
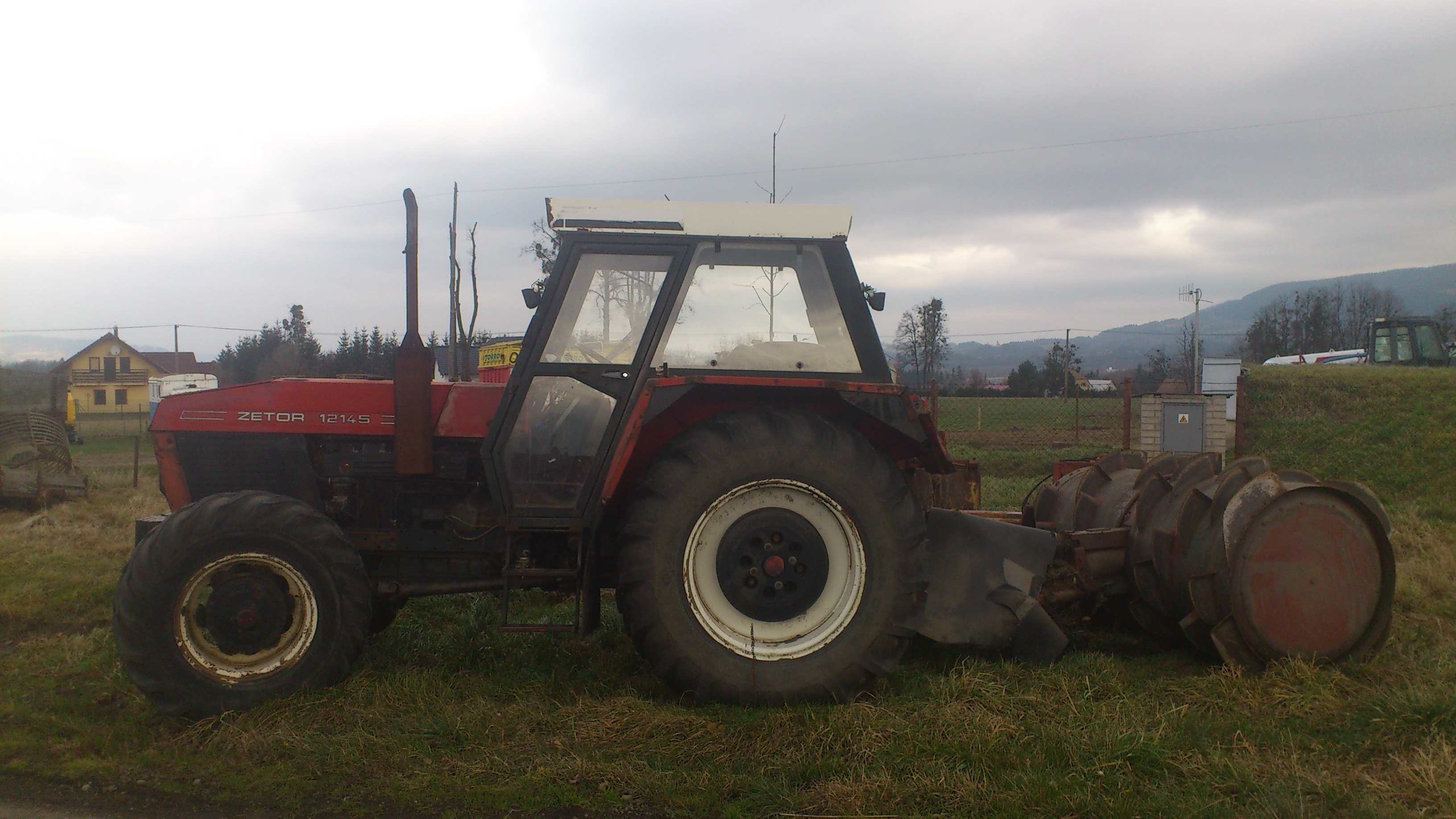
ZETOR 121.45 UR II "B"

#### Modernisation gamme UR II
,,
| Modèle de base | Modèle dérivé | Evolution | Série       | Année de production |
| -------------- | ------------- | --------- | ----------- | ------------------- |
| 82.11          | 82.45         | C         | UR II ZTS 2 | 1995-1998           |
| 92.11          | 92.45         | C         | UR II ZTS 2 | 1995-1998           |
| 102.11         | 102.45        | C         | UR II ZTS 2 | 1995-1998           |
| 112.11         | 112.45        | C         | UR II ZTS 2 | 1995-1998           |
| 122.11         | 122.45        | C         | UR II ZTS 2 | 1995-1998           |
| 142.45         |               | C         | UR II ZTS 2 | 1995-1998           |
| 162.45         |               | C         | UR II ZTS 2 | 1995-1998           |
| 102.45         |               | C M98     | UR II       | 1999-2006           |
| 112.45         |               | C M98     | UR II       | 1999-2006           |
| 122.45         |               | C M98     | UR II       | 1999-2006           |
| 142.45         |               | C M98     | UR II       | 1999-2006           |
| 162.45         |               | C M98     | UR II       | 1999-2006           |
| 114.45         |               | C M99     | UR II       | prototype           |
| 124.45         |               | C M99     | UR II       | prototype           |
| 144.45         |               | C M99     | UR II       | prototype           |
| 164.45         |               | C M99     | UR II       | 2001-2006           |

#### Modernisation Gamme UR IV
| Modèle de base | Modèle dérivé | Evolution | Série | Année de production |
| -------------- | ------------- | --------- | ----- | ------------------- |
| 83.11          | 83.45         | M1        | UR IV | 1994-1998           |
| 103.11         | 103.45        | M1        | UR IV | 1994-1998           |
| 113.11         |               | M1        | UR IV | 1994-1998           |
| 123.11         |               | M1        | UR IV | 1994-1998           |
| 113.45         |               | M1        | UR IV | 1994-2000           |
| 123.45         |               | M1        | UR IV | 1994-2000           |
| 143.45         |               | M1        | UR IV | 1994-2000           |
| 163.45         |               | M1        | UR IV | 1994-2000           |
| 183.45         |               | M1        | UR IV | 1994-2000           |
| 123.45         |               | M2000     | UR IV | 2001-2006           |
| 143.45         |               | M2000     | UR IV | 2001-2006           |
| 163.45         |               | M2000     | UR IV | 2001-2006           |
| 183.45         |               | M2000     | UR IV | 2001-2006           |
| 163.45         |               | M2005     | UR IV | prototype           |
| 183.45         |               | M2005     | UR IV | prototype           |

#### Autres modèles
| Modèle de base  | Modèle dérivé | Evolution | Série         | Année de production | Volume       |
| --------------- | ------------- | --------- | ------------- | ------------------- | ------------ |
| PPT 130         | PPT 130 G     | -         | Crawler UR IV | 1992-1995           | 3 prototypes |
| Proferram 183 P | -             | -         | Crawler UR IV | 1995-1996           | 9 prototypes |

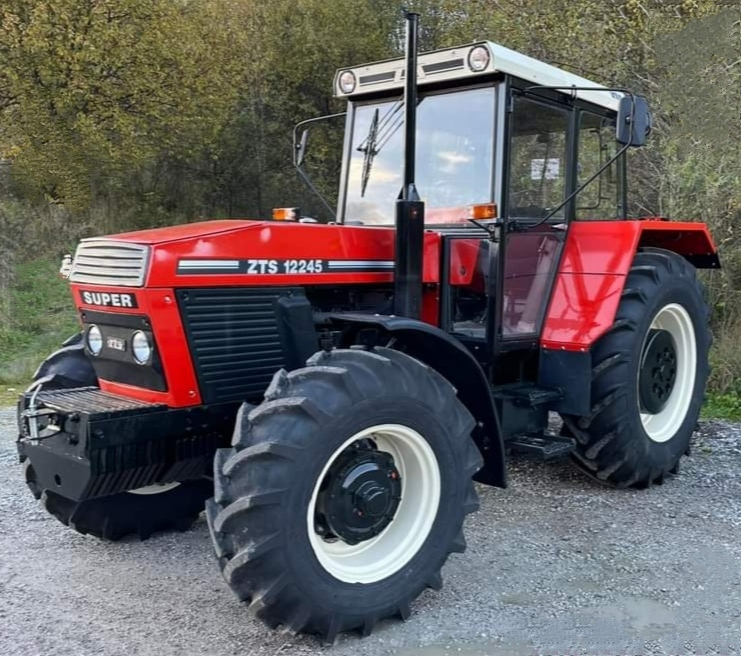
ZTS 122.45 UR II "C" de 1997
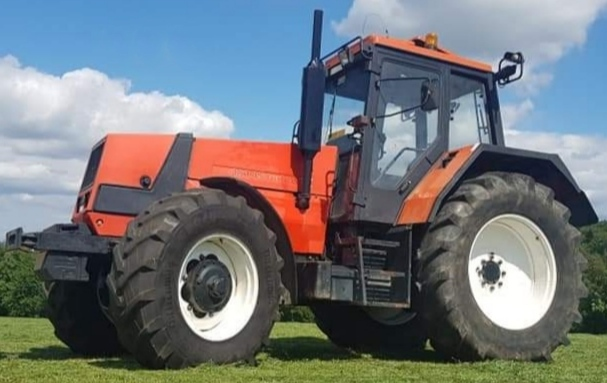
ZTS 183.45 UR IV "M1" de1997
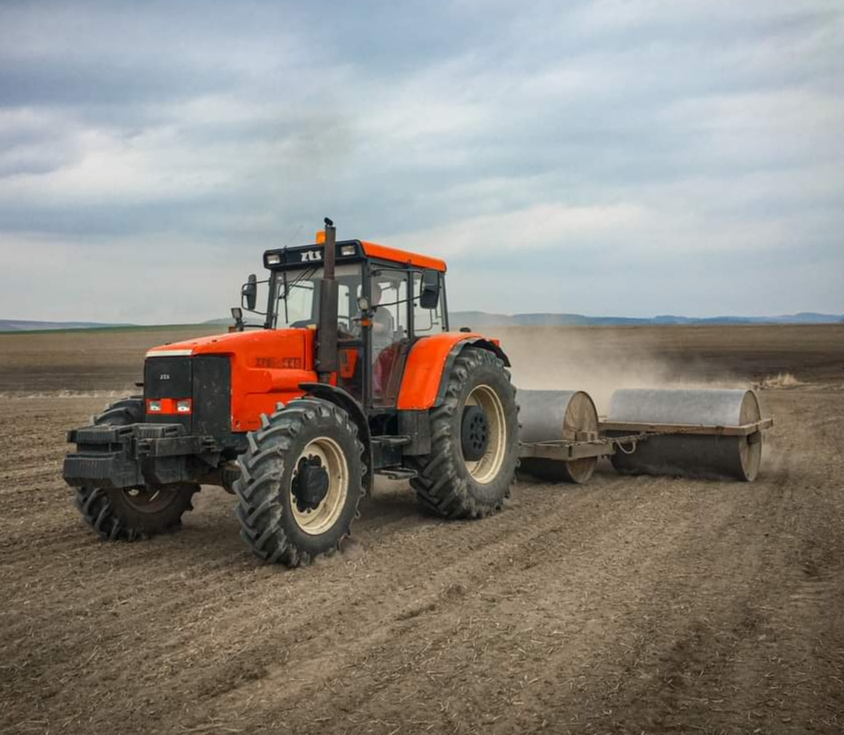
ZTS 164.45 "M99" de 2004
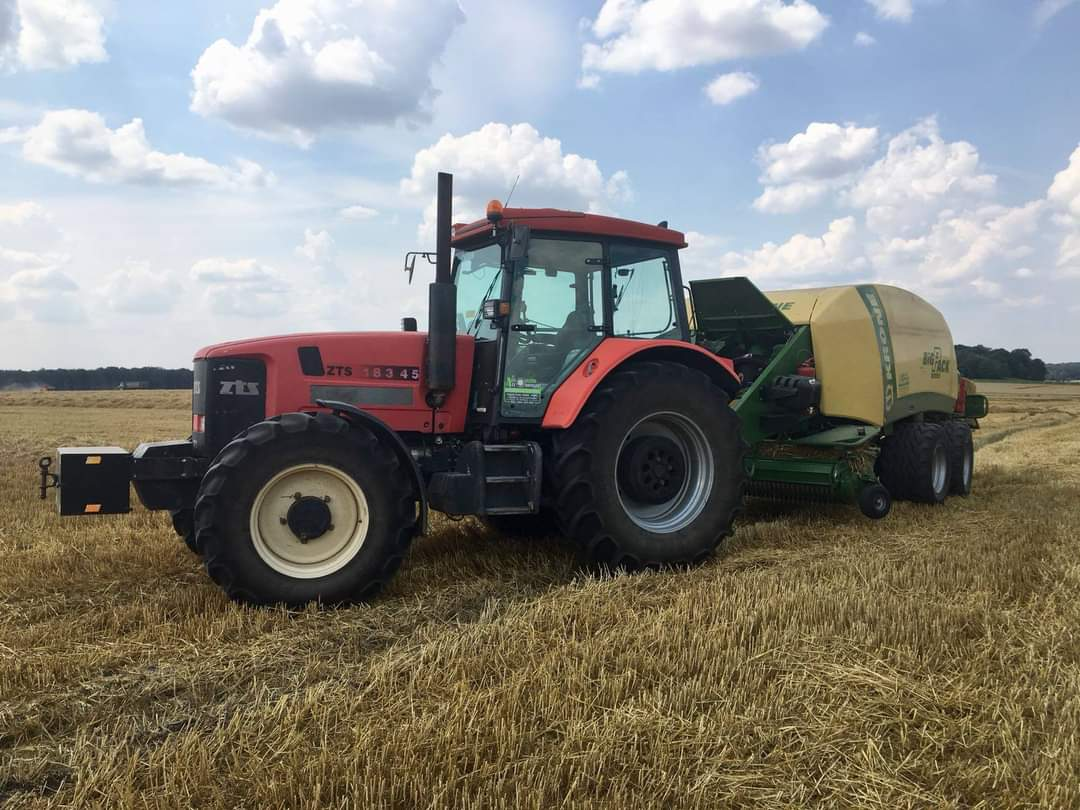
ZTS 18345 UR IV M2005
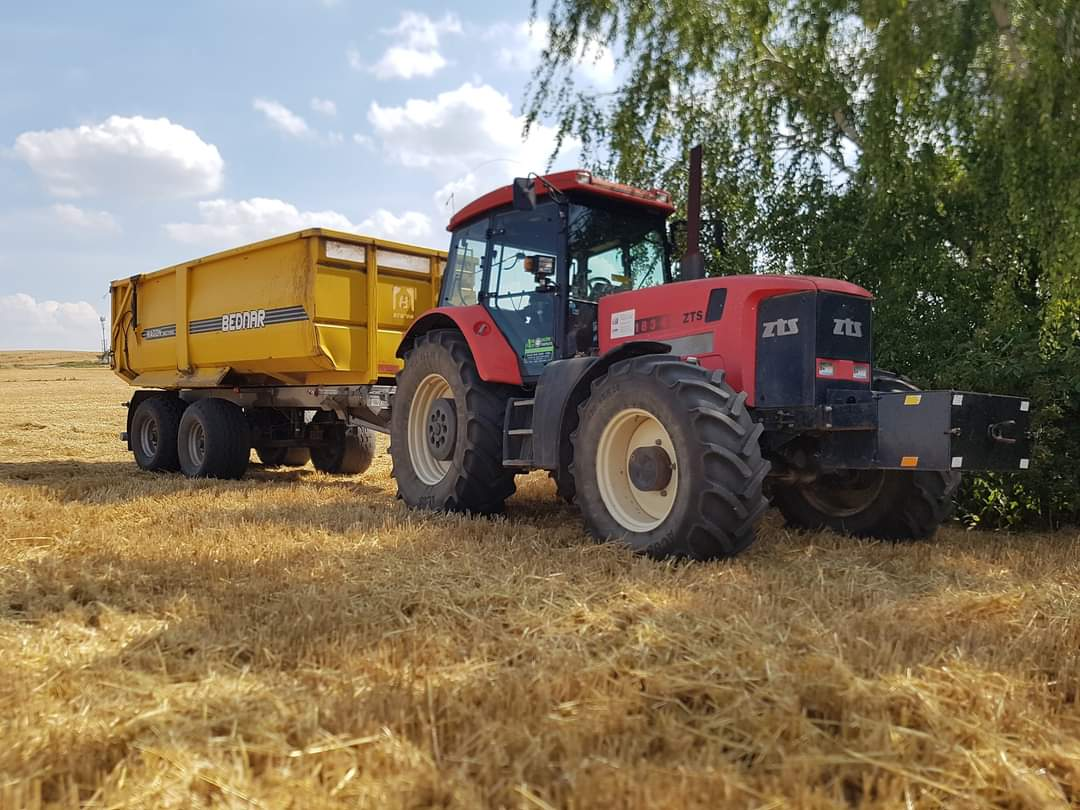
ZTS 18345 UR IV M2005
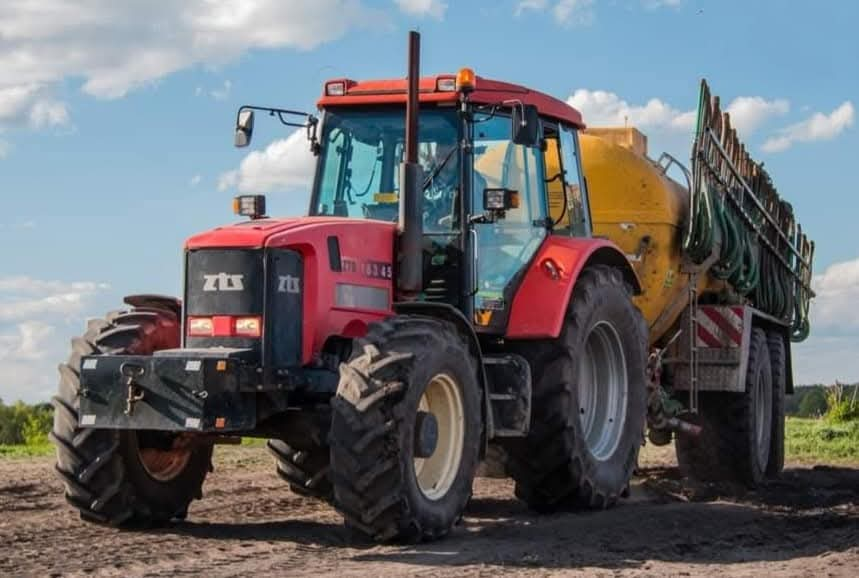
ZTS UR IV 18345 M2005

## Volume de production

### Locomotives ferroviaires
| Modèles | Nombre d'unités |
| ------- | --------------- |
| T 29    | 70              |
| T 212.0 | 308             |
| T 212.1 | 224             |
| T 334.0 | 129             |
| T 436.1 | 15              |
| T 444.0 | 365             |
| T 444.1 | 130             |
| T 465.0 | 2               |
| T 466.0 | 303             |
| T 466.1 | 1               |
| T 475.0 | 1               |
| T 478.0 | 1               |
| DH 200  | 15              |

### Chars militaires
Environ 30 000 véhicules lourds auraient été produits à Martin de 1957 à 1990.
| Modèles  | Nombre d'unités | Période   |
| -------- | --------------- | --------- |
| T-54     | 1 149           | 1957-1961 |
| T-54AR   | 1 176           | 1961-1964 |
| T-54ARK  | 125             | 1961-1963 |
| T-55     | 1 129           | 1964-1967 |
| T-55A    | 6 299           | 1967-1982 |
| T-55AK   | 900             | 1970-1980 |
| MT-55    | 688             | 1968-1980 |
| T-72     | 556             | 1981-1985 |
| T-72M    | 251             | 1985-1985 |
| T-72MK   | 26              | 1985-1986 |
| T-72M1K  | 37              | 1986-1991 |
| T-72M2   | 10 prototypes   | --        |
| T-72M3CZ | --              | --        |
| T-72M4CZ | 30              | 2003-2006 |
| BVP-1    | 17 295          | 1968-1987 |
| BVP-1K   | 402             | 1981-1989 |
| BVP-1P   | 150             | 1987-1988 |
| BVP-1PK  | 27              | 1987-1988 |

### Tracteurs agricoles
Environ 70 000 tracteurs ont été produits à Martin de 1978 à 2006.
| Année de production | Nombre de tracteurs |
| ------------------- | ------------------- |
| 1981-1990           | 50.000              |
| 1991-1995           | 15.000              |
| 1996                | 870                 |
| 1997                | 1.130               |
| 1998                | 1.300               |
| 1999                | 550                 |
| 2002                | 60                  |
| 2003-2004           | 20                  |
| 2005                | 20                  |
| 2006                | 20                  |

,

## Dates clés
- 1948 : création de l'usine.
- 1950 : premières locomotives minières.
- 1957 : premiers véhicules ferroviaires.
- 1960 : production de moteurs diesel pour locomotives (150 - 250 ch).
- 1965 : fondation de l'institut de recherche et de développement[55].
- 1966 : production de moteurs diesel sous licence Pielstick (850 - 1 800 ch).
- 1969 : production des premiers engins forestiers à roues LKT de types débusqueurs (propre conception).
- 1970 : premières pelleteuses sur pneus fabriquées sous licence Poclain.
- 1973 : production des premiers moteurs de tracteurs agricoles (80 -160 ch).
- 1978 : premiers composants de tracteurs agricoles Crystal UR II produits pour Zetor (en dehors du moteur).
- 1981 : début de la production complète de tracteurs agricoles Crystal UR II pour Zetor.
- 1983 : modernisation de la nouvelle gamme de tracteur UR II « B » en collaboration avec Zetor.
- 1986 : prototype de tracteur autonome radiocommandé[56].
- 1988 : premiers bulldozers produits en coopération avec Hanomag.
- 1989 : la société ZTS prend son indépendance et est scindée en plusieurs sociétés distinctes.
- 1992 : premiers moteurs diesel produits sous licence Lombardini.
- 1992 : premier tracteur chenillard PPT 130 (175 ch)[57].
- 1993 : début de la production de tracteurs agricoles sous la marque ZTS.
- 1994 : lancement de la nouvelle gamme de tracteur agricole UR IV.
- 1995 : premiers véhicules de construction d'une capacité de charge entre 1 500 et 3 000 kg (dumpers). Fin de commercialisation de tracteurs sous la marque Zetor pour les pays occidentaux. Lancement d'un prototype de boîte de vitesse Powershift complète sur le modèle de tracteur agricole 183.45 .
- 1998 : nouvelle conception de carrosserie moderne aux formes arrondies (ailes, capot et cabine) commercialisée sous le nom gamme UR II "M98"
- 1999 : l'État reprend le contrôle de ZTS[58].
- 2001 : présentation de la gamme UR IV "M2000" avec de nouveaux éléments de carrosseries aux formes arrondies . Arrêt de la production et faillite de la société ZTS TEES Martin.
- 2002 : Martimex-Alfa reprend les droits de ZTS Martin. La production de tracteurs reprend et est transférée sur le site de LKT à Trestna[59].
- 2004: présentation du modèle de tracteur agricole UR IV "M2005".
- 2006 : cessation d'activité définitive pour les tracteurs ZTS.

## Heavy Machinery Works (VHJ-ZTS)

### Histoire
Dans les années 1960, fut créé à Martin en Slovaquie par le Ministère Fédéral de l'Ingénierie générale (FMVS), le Trust of Heavy Engineering (ŽTS), l'un des groupements industriels les plus importants de l'ancienne Tchécoslovaquie et une entreprise qui fournissait 33 % du volume de la production d'ingénierie en République Slovaque. Jusqu'à sa désintégration en 1990, ŽTS employait environ 85 000 salariés dans différentes usines de production, des organisations spécialisées et des instituts de développement en République Slovaque et en République tchèque. ŽTS formait des milliers d'étudiants à de futurs métiers dans ses propres écoles professionnelles secondaires. Le groupement constitué d'une cinquantaine d'entreprises au plus fort de sa gloire exportait sa production à des dizaines de pays à travers le monde. En 1954, est créé le centre de recherche pour l'amélioration de véhicules et équipements y compris les moteurs.
Le Heavy Engineering Plants Trust (ŽTS) fut créé à Martin le 1er juin 1965. Au départ, le groupement industriel était composé de 7 entreprises nationales:
- Turčianske Strojárne (TEES) Martin,
- Strojárne a Metallurgické Závody (SMZ) Dubnica nad Váhom,
- Podpolianske Strojárne (PPS) Detva,
- Czechoslovak Wagons TATRA Studénka,
- České Lodenice Praha,
- Slovenské Lodenice Komárno,
- Moravské Železárny Olomouc.

Aujourd'hui, ce n'est plus un secret d'affirmer qu'une partie substantielle du programme de production "spéciale" consistait à fabriquer des équipements militaires lourds, représentés principalement par la production de chars à Martin, d'artillerie à Dubnica nad Váhom et de véhicules blindés à Detva,,
En 1978, les noms de l'ensemble des entreprises associés au VHJ ZTS ont été unifiés, la plupart avait cessé d'utiliser le nom d'origine et était dénommée sous la représentation et le logo "ŽTS" associé au nom de leur ville. La traduction de l'acronyme VHJ - ŽTS (Výrobné Hospodáŕská Jednotka - Žávody Taźkhéo Strojárstva) signifie Unité Économique de Production des Usines d'Ingénierie Lourdes. Cette même année, ŽTS Martin commença la production de composants pour les tracteurs ZETOR.
En 1981, la société ŽTS VVU est créée à Martin et devient le leader de la base de recherche scientifique du conglomérat VHJ-ŽTS. En 1992, la société a été intégrée dans la holding DMD.
Dans les années 1980, ŽTS fournissait plus de 15 000 machines de travail mobiles différentes chaque années et assurait 80% du volume de production des équipements de constructions tchécoslovaques.La part de production militaire atteignait environ la moitié de la production totale du groupement ŽTS. Il s'agissait principalement de matériels de combat et d'ingénierie de chars à Martin, de véhicules de combat d'infanterie à Detva et Dubnicá nád Váhom, de technologie d'artillerie à Dubnice, de superstructures de chars et d'ingénierie de véhicules légers militaires à Košice et d'autres produits, dont la production impliquait presque tous les sites de production de ŽTS. La majorité de l'équipement militaire était destiné aux États du pacte de Varsovie et une plus petite partie aux pays du tiers monde, la production et les exportations étaient régies par un plan étatique contraignant. À la suite de la signature des différents traités internationaux pour réduire le nombre d'armes conventionnelles en Europe entre l'OTAN et le Pacte de Varsovie, ce qui eu pour effet une réduction significative de la production militaire. En 1989, sa production chuta à 54% en 1990 à 45% du volume totale de la production par rapport à l'année 1988.
Cette tendance s'est poursuivie jusqu'à l'arrêt complet de la production de chars d'infanterie et de véhicules de combat. C'était une intervention énorme nécessitant des changements structurels, entrainant un plan de conversion total du programme de production. La chute du bloc de l'Est, les changements politiques et la désintégration connexe des marchés des pays de l'Est ont également eu un impact majeur sur la production civile et l'ensemble du groupe ŽTS, qui a cessé d'exister officiellement le 1er juin 1990, exactement 25 ans après sa création. Après l'effondrement de la production d'équipements spéciaux, de tracteurs agricoles, de moteurs, d'engins de terrassement et de construction, d'équipements forestiers à Martin, Dubnica, Detva et de locomotives minières à Hlumin nád Hronom, les capacités de développement de la société ŽTS VVU ont été rapidement réduite. En 1998, une nouvelle société baptisée VYVOJ Martin a.s a été créé sur les bases de ZTS VVU et de ses anciens salariés. En 2004, la société a été privatisée et son nouveau propriétaire SITNO HOLDING a été contraint de procédé à un plan de restructuration.
Aujourd'hui les grandes usines de Martin et de Dubnica nád Váhom sont devenus des parcs industriels,,.

## La production de moteurs à Martin

### Histoire

#### Les débuts
Les premiers moteurs ont été assemblés dans de grands ateliers à Martin dans les années 1950, il s'agissait de moteurs conçus spécialement pour entrainer les chars, les véhicules blindés et par la suite leurs domaines d'activités ont été étendus aux locomotives. Le tout premier moteur diesel produit à Martin était le bloc 12 cylindres V-2/34 avec un diamètre de piston de 150 mm, un moteur sous licence dont la production a été tranférée de Škoda Plzeń. Il était utilisé sur les charts T 34 et son évolution aurait abouti au modèle V54-G qui équipait les chars T 54 A avant d'être remplacé par le V54-A de 520 chevaux. Le moteur subira plusieurs modernisations qui aboutiront au modèle V55 de 580 chevaux utilisé pour le chart T 55. Dans les années 1950, le premier moteur sur-alimenté PV-6 est développé dans le centre de recherche et entrera en production de série dans l'usine de Martin en 1964. Il s'agissait d'un moteur six cylindres en ligne d'une puissance de 300 chevaux dérivé du moteur du char V54-A. Il a été conçu pour les véhicules blindés à chenilles OT-62 TOPAS produits par PPS Detva qui était utilisé par l'armée tchécoslovaque pour le transport de troupes militaire mais il a été également exporté vers neuf autres pays. À l'automne 1959, un nouveau hall est fini d'aménagé et mis en service afin de lancer la production des anciens moteurs de la série 12 V 170 DR issue de la licence transférée de ČKD Praha.
Malgré plusieurs innovations les moteurs de conception anciennes ont cessé d'être utilisés et les nouveaux prototypes seront finalement abandonnées. La nécessité de produire de nouveaux moteurs modernes a entrainé Turcianské Strojárne a conclure un accord avec la société française SEMT pour la production sous licence de moteurs diesel d'une puissance supérieur entre 600 et 1 800 kW.

#### De Turčianské Strojárne à SEMT Production
C'est ainsi qu'à débuté la production de moteurs 12 cylindres Pielstick PA4-185 initialement conçus pour entrainer les nouveaux modèles de locomotives (principalement les modèles T466.0 et T466.1) qui ont développés à Martin. Le domaine d'utilisation a été étendu aux stations de pompage et à la navigation (navires et sous marins), les plates-formes de forage et d'autres domaines d'applications. Les énormes moteurs Pielstick ont longtemps été déplacés dans l'usine via une remorque spécialement conçu sous le nom de Traidor qui était attelé à un tracteur Zetor dont le propre moteur avait également été produit à Martin. Au début des années 1970, la société de commerce extérieur Martimex a exporté les moteurs vers la Yougoslavie pour être installés sur des locomotives locales et en Biélorussie pour les véhicules lourds Belaz.
Après la Révolution de Velours et la dissolution du conglomérat VH-JZTS, la production de moteurs de grosses cylindrées à continuer à Martin mais ZTS a essayé de trouver de nouveaux marchés, des négociations avec le constructeur anglais Cummins ont été engagées concernant un éventuel contrat de production de composants sous licence mais le projet n'a pas pu aboutir. La production de moteurs a continué à se développer favorablement notamment les 8 cylindres destinés à l'exportation. Certes, il y a eu une diminution des volumes mais dont la production restait rentable financièrement. Les moteurs de grosses cylindrés ont continués à être développé pour de nouveaux projets de locomotives et pour la maintenance de véhicules. Outre l'usine de moteurs principale de la maison mère Martin, les opérations d'ingénierie métallurgique étaient réalisées par de nombreuses entreprises du trust. La fourniture de pièces moulées, de blocs et de culasses ainsi que diverses pièces forgées étaient réalisées en externe. L'usine de Prakovce qui produisait les bièles forgées ainsi que les tuyaux d'admission et d'échappement fut rattachée à Turcianské dès 1958. En 1969, l'usine Hlumin nad Hronom blocs fournissait un nombre important de blocs moteurs soudés. Les pièces forgées de vilebrequin ont été fournis par l'usine de Wildau en Allemagne et leur traitement mécanique était réalisé par ZTS Bardejov. L'usine de Námestove s'est spécialisée dans la production de petites pièces embouties et plus tard dans l'usinage de de soupapes pour moteurs. Les fournissseurs externes les plus sollicités étaient Škoda Plzeń (blocs et culasses), SONP Kladno (vilebrequins), Buzuluk Komárov (segments de pistons), Motorpal Jihlava (systèmes d'injections de carburant) et Prvni Broská Strojirna à Velka Bitel (turbocompresseurs).
En 2000, TS Motory a créé la société SEMT Motor afin d'acheter les licences de production de moteurs Pielstick à ZTS TEES Motory alors en faillite. La production a débuté en septembre 2001 dans les mêmes locaux et avec les mêmes machines, les moteurs diesel 6, 8 et 12 cylindres PA 4-185 Pielstick ont continué d'être produits. Les moteurs Pielstick étaient commercialisés en Russie, en Biélorussie, au Kazakhstane et en Ukraine où ils étaient principalement installés dans des camions lourds. Les moteurs Pielstick étaient principalement en concurrence avec les moteurs Cummins et les échanges en Dollars ont beaucoup pénalisé le constructeur slovaque. SEMT Production a continué de produire les moteurs Pielstick jusqu'en 2006 année où l'entreprise Pielstick a été racheté par MAN Energy Solutions qui en arrête le développement et certains contrats de production sous licence et certains modèles ont même continué a évoluer. Environ 5000 moteurs de ces groupes puissants ont été produits à Martin, SEMT Production tout comme d'autres entreprises privées s'est spécialisée dans la production de pièces de rechanges pour moteurs.

##### Développement des moteurs Pielstick
Le moteur diesel à 4 temps PA4 avec un alésage initial de 185 mm a été lancé à la fin des années 1950. Léger et compact il a équipé de nombreux navires et locomotives. Le moteur 6L PA4-185 est un moteur 6 cylindres en ligne qui a été utilisé majoritairement dans le domaine ferroviaire. Une version "couchée" avec six cylindres à plat a été produite spécialement pour le domaine ferroviaire.
L'alimentation en carburant des moteurs 8,12,16 et 18 cylindres en "V" était assurée par deux turbocompresseurs disposés de part et d'autres de la rangée de cylindres. Il a été remplacé au début des années 1980 par le modèle PA4-185 VG, un moteur à injection directe doté d'une pré-chambre de combustion à géométrie variable. La principale caractéristique de cette génération de moteur était la structure de son bâti qui intégrait le carter d'huile et l'arbre manivelle lequel était monté en tunnel. Les cylindres et culasses étaient raccordés au bâti moyennant des tirants. Ce montage permettait de pouvoir changer l'arbre manivelle sans avoir à démonter les bâtis et les fixations du moteur. Ce type de disposition aurait connu un succès sur les moteurs de sous-marins dont le moindre espace est compté.

##### Liste et caractéristiques des moteurs Pielstick[70]
| Référence moteur                         | PA4 - 185 PIELSTICK | PA4 - 185 PIELSTICK | PA4 - 185 PIELSTICK | PA4 - 185 PIELSTICK |
| Combustible                              | GO                  | GO                  | GO                  | GO                  |
| Type d'admission (In/Direct, Turbo)      | IDT                 | IDT                 | IDT                 | IDT                 |
| Nombre de cylindres et disposition (L/V) | 16 V                | 12 V                | 8 V                 | 6 L                 |
| Alésage (mm)                             | 185                 | 185                 | 185                 | 185                 |
| Course (mm)                              | 210                 | 210                 | 210                 | 210                 |
| Cylindrée (L)                            | 90,3                | 67,7                | 45,37               | 33,85               |
| Régime nominal (tr/min)                  | 1 500               | 1 500               | 1500                | 1500                |
| Puissance (ch)                           | 2 400               | 1 800               | 1 090               | 925                 |
| Poids (t)                                | 7,4                 | 5,5                 | –                   | 3,3                 |

#### De Závod Motory Zetor à Druhá Strojarenská en passant par Martin Diesel
La production de moteurs de tracteurs remonte à la division de la section moteurs de Zetor Engine Plant issue du constructeur agricole Zetor. En 1971, le décret du ministre fédéral de la métallurgie et des machines de Tchécoslovaquie décidait de transférer à Martin la production de moteurs lourds Zetor UR II auparavant assemblés à Brno.
C'est en 1973 qu'a été construite sur le site de Martin la nouvelle usine Závod Motory Zetor, une division de Zetor Divize Motory partie intégrante du Zetor Engine Plant. La production a d'abord démarré avec la fabrication de composants de moteurs Zetor pendant deux années, puis en avril 1975 les vingt premiers moteurs de série de vérification ont été assemblés. En juillet 1975 la production complète de moteurs 4 et 6 cylindres de type UR II a commencé rapidement. À la fin de l'année 1975, plus de cinq mille moteurs à quatre cylindres du type de base Z-8001 avaient été produits. En 1976, dix mille moteurs ont été produits à Martin, la capacité maximum du site a été atteinte en 1979 lorsque chaque nouveau moteur sortait de la chaîne de production toutes les douze minutes. Le cent millième moteur est sorti de l'usine en janvier 1982.
À partir de 1977, deux versions des moteurs plus puissants ont été progressivement introduits en production de série, il s'agissait des moteurs quatre cylindres Z-8002 et six cylindres Z-8602, tous deux accompagnés d'un turbocompresseur.
En 1978, l'usine passe sous le contrôle complet de Turčianske Strojárne (qui vient de prendre la dénomination ZTS) et prend le nom de Závod Fabryka 03. En 1981, le centre de recherche et de développement ZTS VVU Martin est créé sous forme d'une entreprise indépendante et une de ses missions sera de poursuivre le développement et la conception des moteurs de types UR II et UR IV.

##### Après la révolution de Velours
En 1992, après la dissolution du conglomérat VHJ-ZTS, la division moteurs UR II est créée sous la forme d'une entreprise d'État indépendante et son nom est changé en Martin Diesel. En 1993, à la suite de la division de la Tchécoslovaquie en deux États distincts, l'entreprise se voient transformée en société par actions. En 1995, Martin Diesel a.s est mis en liquidation judiciaire puis intégré deux ans plus tard dans la société DMD Holding située à Trenčin, une entreprise nouvellement crée par le gouvernement slovaque afin d'obtenir des résultats positifs dans la restructuration de l'industrie et de la défense slovaque dont le groupe ZTS TEES et ses différentes filiales,,,, En 1997, au bord de la faillite, l'entreprise est rachetée par Druhá Strojárenska et prend la dénomination de Druhá Strojarenská a.s[réf. à confirmer]. En 2000, la nouvelle société voit le jour issue de la fusion des capitaux de Druhá Strojárenská et de DS real a.s.
En 2006, après Zetor puis ZTS, c'est avec le constructeur d'engins forestiers LKT que DS Martin perd des contrats de fournitures. C'est donc affaibli que le motoriste se prépare à affronter la crise financière de 2008. En 2010, l'entreprise cesse définitivement la production complète de moteurs par faute de rentabilité et dans un contexte technique devenu complexe à la suite de l'entrée en vigueur de nouvelles normes d'émissions polluantes sur les échappements, de plus en plus contraignantes. Après une ré-organisation, le constructeur se consacrera uniquement à la production de pièces détachées de rechanges pour ses moteurs,.

##### De nos jours
En 2015, DS Martin fusionne avec OFZ, ainsi est créée la nouvelle entité OFZ Martin. OFZ est un fabricant diversifié de ferro alliages en Europe centrale dont l'histoire remonte à 1952. L'entreprise produit une large gamme de ferro alliage de sillicium et de manganèse, de fils fourrés et de sous produits de production.
En 2025, l'entreprise existe toujours à Martin cependant elle a élargi ses activités dans le domaine de l'usinage de précision des métaux dont le tournage, le fraisage ainsi que la découpe laser. OFZ Martin fabrique toujours des pièces de rechange pour ses moteurs UR II et UR IV tels que les arbres, les axes et vilebrequins, volants moteur, bielles, pistons, blocs moteur, culasses, joints, amortisseurs de vibration, échangeurs de chaleur, carters, collecteurs et dispositifs d'échappement, pompes à eau, bagues, dispositifs d'actionnement des soupapes, pompes à injection, injecteurs ainsi que de nombreuses pièces,

##### Domaines d'activités
Si les premiers moteurs fabriqués à Martin étaient d'abord destinés aux chars d'assaut, aux véhicules blindés ainsi qu'aux locomotives, la production de moteurs de moyenne puissance a permis à Turciánske Strojárne d'étendre ses activités et de se reconvertir dans d'autres domaines après les accords d'Helsinki.
Les moteurs de moyenne puissance fabriqués par Zavod Motory Zetor étaient initialement destinés à équiper les tracteurs Zetor et ZTS puis Ursus et, par la suite, ils ont été installés en interne sur les engins de travaux de construction ZTS et les engins forestiers LKT. Ils ont également été commercialisés sur les tracteurs Long, Pronar, Crystal traktor et Agtor. Leurs succès étaient tel que différents accords commerciaux ont été signés et les moteurs se sont vus utilisés dans différents domaines comme les moissonneuses-batteuses (Bizon), les engins d'exploitation minière, les pompes d'irrigation, les groupes électrogènes, les compresseurs d'air, les chariots élévateurs (Desta) et même les bateaux de plaisance. Les moteurs étaient constitués de culasses multi-soupapes, à quatre et six cylindres, en ligne et verticaux, à quatre et six temps. Ils étaient refroidis via un liquide à circulation forcée. L'alimentation en carburant était assurée par un système d'injection direct composé d'une pompe en ligne à multi-pistons, à aspiration atmosphérique ou assisté par un système de sur-alimentation tel qu'un turbocompresseur dont le refroidissement du flux d'admission d'air était assuré par ventilation ou par système liquide de type intercooler.

##### Développement des moteurs UR II
Les premiers moteurs diesel de type UR II développés par le centre de recherche de Zetor étaient constitués de quatre cylindres en ligne verticaux, avec un alésage de 110 mm et une course du piston de 120 mm, ce qui donnait une cylindrée de 4 562 cm3. Ils développaient une puissance de 80 chevaux à un régime de 2 000 tr/min. En 1972, la montée en puissance est lancée et le premier moteur six cylindres est présenté, il s'agissait ni plus ni moins d'un moteur quatre cylindres de base avec deux cylindres supplémentaires donnant une cylindrée de 6 842 cm3 pour une puissance de 120 chevaux à 2 200 tr/min. En 1974, sa production en série sera confiée à Zavod Motory Zetor. En 1978, Zetor Engine Motory débute les recherches pour monter en puissance. L'augmentation de la pression de l'admission du flux d'air devient incontournable et des essais sont réalisés avec l'intégration d'un turbocompresseur Holset. Le processus sera accompagné du renforcement des blocs, des vilebrequins, des bielles et des pistons. Les essais concluant élèveront la puissance du moteur quatre cylindres à 100 chevaux et celle du moteur six cylindres à 150 chevaux.
En 1977, les lignes de production de l'usine Fabrika 03 ont été mises en place pour l'entrée en production des moteurs de la gamme UR II A. En 1978, Zavod Motory Zetor est passé sous le contrôle complet de Turciánske Strojárne, qui vient d'être dénommée ZTS. En 1981, une nouvelle entité est créée, il s'agit du centre de recherche ZTS VVU Martin qui regroupe l'ensemble du conglomérat VHJ-ZTS incluant le développement des moteurs UR II. Les performances des moteurs au niveau du couple, de la réduction de consommation en carburant et en huile ont été améliorées une première fois en 1983 pour la gamme UR II B avant d'être améliorés une seconde fois en 1988 sur la gamme UR II C. Un radiateur de plus grande taille ainsi que de nouvelles grilles d'aération surdimensionnées ont été installés afin de faciliter le refroidissement du moteur en condition d'extrême chaleur.
Après la Révolution de Velours en 1989 et la division du conglomérat ZTS, le développement des moteurs a continué et ces derniers ont été commercialisés sous la marque Martin Diesel à partir de 1992. En 1994, une nouvelle génération de moteurs nommée UR IV M1 est présenté sur de nouveaux modèles de tracteurs ZTS. Il s'agit de nouveaux blocs quatre et six cylindres plus puissants avec des caractéristiques modifiées, les cylindrées ont été augmentées avec un alésage de 110 mm conforme à la génération précédente mais avec une course de piston portée à 128 mm (au lieu de 120 mm). Le moteur quatre cylindres a vu sa cylindrée augmenter à 4 865 cm3 et sa puissance atteindre les 105 chevaux à l'aide d'un turbocompresseur. Quant au bloc six cylindres le plus puissant, il s'est vu passé à 7 298 cm3 et sa puissance de 160 à 185 chevaux avec ajout d'un turbocompresseur CZM avec refroidisseur intermédiaire d'admission du flux d'air. En 1998,une nouvelle génération de moteurs est mise sur le marché avec un nouveau système d'injection de carburant développé par le partenaire tchèque Motorpal. Tous les moteurs référencés UR II et UR IV M2 ont été mis en conformité avec la législation en matière de normes d'émission polluante "Tier I", applicable sur les véhicules non routiers. De 2000 à 2008, Druhá Strojárenska n'a cessé de moderniser ses moteurs et de les mettre en conformité avec la nouvelle règlementation relative aux nouvelles normes d'émission polluante. Après la faillite de ZTS TEES en 2005, Ursus est devenu le client prinicipal du motoriste. C'est ainsi que le moteur six cylindres Z8604.020 a vu sa puissance augmentée à 194 chevaux en version "Tier II", un bloc qui a été installé sur le tracteur Ursus 1934. De 2006 à 2009, un nouveau moteur six cylindres a été développé en conformité avec la dernière norme d'émission polluante "Tier IIIA" grâce à l'ajout d'un système de re-circulation des gaz d'échappement de type EGR. Ce moteur référencé Z8604.035 M3A aurait été installé sur le tracteur Ursus 1674M, le dernier tracteur à être équipé d'un moteur Martin Diesel mais ce modèle n'est jamais entré en production de série.

##### Liste et caratéristiques des moteurs UR par types
| Référence moteur               | UR II / Zetor Divize Engine - Zavod Motory Zetor | UR II / Zetor Divize Engine - Zavod Motory Zetor | UR II / Zetor Divize Engine - Zavod Motory Zetor | UR II / Zetor Divize Engine - Zavod Motory Zetor |
| Type moteur                    | Z8001                                            | Z8002                                            | Z8701                                            | Z8601                                            |
| Nombre de cylindres            | 4                                                | 4                                                | 6                                                | 6                                                |
| Type d'admission (N/T)         | N                                                | T                                                | N                                                | T                                                |
| Alésage (mm)                   | 110                                              | 110                                              | 110                                              | 110                                              |
| Course (mm)                    | 120                                              | 120                                              | 120                                              | 120                                              |
| Cylindrée (cm3)                | 4562                                             | 4562                                             | 6842                                             | 6842                                             |
| Régime nominale (tr/min)       | 2200                                             | 2200                                             | 2200                                             | 2200                                             |
| Puissance maximale (ch)        | 80                                               | 95                                               | 114                                              | 150                                              |
| Couple (Nm) au régime (tr/min) | 266 1690                                         | 374 1500                                         | 520 1650                                         | - -                                              |
| ------------------------------ | ------------------------------------------------ | ------------------------------------------------ | ------------------------------------------------ | ------------------------------------------------ |

| Référence moteur               | UR II / Fabrika 03 - Martin Diesel | UR II / Fabrika 03 - Martin Diesel | UR II / Fabrika 03 - Martin Diesel | UR II / Fabrika 03 - Martin Diesel |
| Type de moteur                 | Z8401.12                           | Z8002.12                           | Z8701.12                           | Z8602.12                           |
| Nombre de cylindres            | 4                                  | 4                                  | 6                                  | 6                                  |
| Type d'admission (N/T)         | N                                  | T                                  | N                                  | T                                  |
| Alésage (mm)                   | 110                                | 110                                | 110                                | 110                                |
| Course (mm)                    | 120                                | 120                                | 120                                | 120                                |
| Cylindrée (cm3)                | 4562                               | 4562                               | 6842                               | 6842                               |
| Régime nominale (tr/min)       | 2200                               | 2200                               | 2200                               | 2200                               |
| Puissance maximale (ch)        | 81.5                               | 101.3                              | 121                                | 163                                |
| Couple (Nm) au régime (tr/min) | 291 1600                           | 368 1600                           | 435 1600                           | 583 1600                           |
| Largeur (mm)                   | 919                                | 919                                | 1216                               | 1216                               |
| Longueur (mm)                  | 678                                | 678                                | 678                                | 714                                |
| Poids (kg)                     | 420                                | 434                                | 580                                | 590                                |
| ------------------------------ | ---------------------------------- | ---------------------------------- | ---------------------------------- | ---------------------------------- |

| Référence moteur               | UR IV M1 / Martin Diesel | UR IV M1 / Martin Diesel | UR IV M1 / Martin Diesel | UR IV M1 / Martin Diesel | UR IV M1 / Martin Diesel |
| Type de moteur                 | Z8403.000                | Z8004.000                | Z8703.000                | Z8604.000                | Z8604.020                |
| Nombre de cylindres            | 4                        | 4                        | 6                        | 6                        | 6                        |
| Type d'admission (N/T)         | N                        | T                        | N                        | T                        | TWA                      |
| Alésage (mm)                   | 110                      | 110                      | 110                      | 110                      | 110                      |
| Course (mm)                    | 128                      | 128                      | 128                      | 128                      | 128                      |
| Cylindrée (cm3)                | 4865                     | 4865                     | 7298                     | 7298                     | 7298                     |
| Régime nominale (tr/min)       | 2200                     | 2200                     | 2200                     | 2200                     | 2200                     |
| Puissance maximale (ch)        | 87                       | 110                      | 129                      | 172.8                    | 194                      |
| Couple (Nm) au régime (tr/min) | 311 1480                 | 407 1480                 | 462 1480                 | 640 1480                 | 731 1480                 |
| Longueur (mm)                  | 887                      | 887                      | 1182                     | 1182                     | 1182                     |
| Largeur (mm)                   | 602                      | 630                      | 620                      | 647                      | 672                      |
| Poids                          | 420                      | 435                      | 580                      | 590                      | 600                      |
| ------------------------------ | ------------------------ | ------------------------ | ------------------------ | ------------------------ | ------------------------ |

| Type moteur                    | UR IV M2 / Martin Diesel | UR IV M2 / Martin Diesel | UR IV M2 / Martin Diesel | UR IV M2 / Martin Diesel | UR IV M2 / Martin Diesel |
| Référence moteur               | Z8004.031                | Z8004.030                | Z8004.043                | Z8004.041                | Z8004.042                |
| Nombre de cylindres            | 4                        | 4                        | 4                        | 4                        | 4                        |
| Type d'admission (N/T)         | N                        | T                        | VME                      | TAA                      | TWA                      |
| Alésage (mm)                   | 110                      | 110                      | 110                      | 110                      | 110                      |
| Course (mm)                    | 128                      | 128                      | 128                      | 128                      | 128                      |
| Cylindrée                      | 4865                     | 4865                     | 4865                     | 4865                     | 4865                     |
| Régime nominale (tr/min)       | 2200                     | 2200                     | 2200                     | 2200                     | 2200                     |
| Puissance maximale (ch)        | 94                       | 108                      | 116                      | 116                      | 125                      |
| Couple (Nm) au régime (tr/min) | 350 1480                 | 387 1480                 | 435 1530                 | 435 1530                 | 448 1530                 |
| ------------------------------ | ------------------------ | ------------------------ | ------------------------ | ------------------------ | ------------------------ |

| Référence moteur               | UR IV M3 / Martin Diesel | UR IV M3 / Martin Diesel | UR IV M3 / Martin Diesel | UR IV M3 / Martin Diesel | UR IV M3 / Martin Diesel |
| Type de moteur                 | Z8004.040                | Z8604.031                | Z8604.030                | Z8604.042                | Z8604.040                |
| Nombre de cylindres            | 4                        | 6                        | 6                        | 6                        | 6                        |
| Type d'admission (N/T)         | T                        | T                        | T                        | TWA                      | TAA                      |
| Alésage (mm)                   | 110                      | 110                      | 110                      | 110                      | 110                      |
| Course (mm)                    | 128                      | 128                      | 128                      | 128                      | 128                      |
| Cylindrée (cm3)                | 4865                     | 7298                     | 7298                     | 7298                     | 7298                     |
| Régime nominale (tr/min)       | 2200                     | 2200                     | 2200                     | 2200                     | 2200                     |
| Puissance maximale (ch)        | 125                      | 146                      | 169                      | 188                      | 188                      |
| Couple (Nm) au régime (tr/min) | 448 1530                 | 454 1480                 | 604 1480                 | 676 1530                 | 676 1530                 |
| ------------------------------ | ------------------------ | ------------------------ | ------------------------ | ------------------------ | ------------------------ |

#### Les moteurs italiens Lombardini

##### Après la Révolution de Velours
En juin 1989, un contrat de production de moteurs de faibles cylindrées a été signé entre ZTS TEES et la société italienne Lombardini. Au départ, l'accord consistait à produire un volume annuel de 30 000 moteurs de série LDW 1503 CHD et LDW 2004 CHD sous licence dont la fabrication a débuté en 1992. Mais à l'origine, la fabrication de ces moteurs était prévu pour être réalisée dans l'ancienne usine automobile de Tarnava devenue une partie intégrante du groupement ZTS en 1988. Cependant en 1990, l'entreprise Trnava est devenue indépendante et a continué ses activités sur sa propre voie c'est pour cette raison que le projet Lombardini a été transféré à ZTS Martin. En 1998, face aux difficultés de la maison mère ZTS TEES, une société du nom de ZTS TEES Motory est créée afin de séparer la production de moteurs Lombardini des autres activités du groupe et elle sera déclarée en faillite en 2006. À la fin des années 1990, l'entreprise ne produisait que quelques dizaines à quelques centaines de moteurs par an bien que les lignes de production aient été prévu pour fabriquer jusqu'à 60 000 unités par an.
En 2000, une nouvelle société voit le jour sous le nom de DMD Lombardini, il s'agissait d'une coentreprise détenue conjointement à hauteur de 20% par Lombardini et à 80 % par DMD Holding. Cette même année voit la production de 2500 moteurs car l'ensemble de la production de moteurs diesel Lombardini à refroidissement liquide a été transféré d'Italie à l'usine de Martin,. Il s'agissait de petits et moyens moteurs destinés aux micros tracteurs, aux pelleteuses compactes, motoculteurs, bétonnières, soudeuses, rouleaux compresseurs, ballayeuses, nacelle élévatrices, etc... . À mesure que la production de moteurs s'est développée, Lombardini a racheté petit à petit les actifs de la société DMD Lombardini jusqu'à prendre le contrôle complet en 2003. DMD Hoding, copropriétaire de ZTS TEES Motory Martin jusqu'à sa cession complète en 2003, est une société qui a été crée par le gouvernement slovaque afin de régler les difficultés de ZTS TEES. En 2003, 95 % des moteurs qui ont été produits à Martin ont été achetés par la société mère en Italie et les 5% ont été commercialisés par la société slovaque TS Motory.
TS Motory, est une société qui a été créée en 1994 par des anciens cadres de ZTS TEES, de Martimex et d'Unico et Compel. L'entreprise était chargée d'assurer les ventes de moteurs Pielstick, Lombardini que ZTS produisait sous licences, par la suite, elle est devenue le principal partenaire de Lombardini Slovakia pour assurer les ventes en Slovaquie  .

##### De nos jours
En 2022, l'entreprise DMD Lombardini dépose le bilan après 30 années d'existence à Martin, mettant ainsi un terme près de 70 années de production de moteurs dans l'usine de Martin. Le durcissement de la législation en matière de normes d'émission polluante a contraint la société a cessé ses activités en Slovaquie, la production des moteurs a été transférée et rapatriée en Italie. L'entreprise employait alors 80 salariés sur le site. TS Motory, la société commerciale continue ses activités de commercialisation de moteurs Lombardini Kholer en Slovaquie.

##### Liste et caractéristiques des moteurs Lombardini
| Référence moteur               | LOMBARDINI   | LOMBARDINI   | LOMBARDINI     |
| Type                           | LDW 1503 CHD | LDW 2004 CHD | LDW 2004/T CHD |
| Nombre de cylindres            | 3            | 4            | 4              |
| Type d'admission               | IDI          | IDI          | IDI            |
| Alésage (mm)                   | 88           | 88           | 88             |
| Course (mm)                    | 85           | 85           | 85             |
| Cylindrée (cm3)                | 1 551        | 2 068        | 2 068          |
| Régime nominal (tr/min)        | 3 000        | 3 000        | 3 000          |
| Puissance (Ch)                 | 35           | 48           | 51             |
| Couple (Nm) au régime (tr/min) | 95.4 2 100   | 128 2 100    | 164.7 2 000    |
| Poids (kg)                     | 155          | 190          | 195            |
| ------------------------------ | ------------ | ------------ | -------------- |

| Référence moteur               | LOMBARDINI   | LOMBARDINI   | LOMBARDINI     |
| Type                           | LDW 1603 CHD | LDW 2204 CHD | LDW 2204/T CHD |
| Nombre de cylindres            | 3            | 4            | 4              |
| Type d'admission               | IDI          | IDI          | IDI            |
| Alésage (mm)                   | 88           | 88           | 88             |
| Course (mm)                    | 90.4         | 90.4         | 90.4           |
| Cylindrée (cm3)                | 1 649        | 2 199        | 2 199          |
| Régime nominal (tr/min)        | 3 000        | 3 000        | 3 000          |
| Puissance (Ch)                 | 41           | 52           | 67             |
| Couple (Nm) au régime (tr/min) | 113 1 600    | 144 2 200    | 190 1 800      |
| Poids (kg)                     | 156          | 192          | 197            |
| ------------------------------ | ------------ | ------------ | -------------- |

## Les tracteurs agricoles commercialisés par Druhá Strojarenská Martin

### Histoire
En 2002, après la faillite du constructeur de tracteurs ZTS TEES, le polonais ZM URSUS aurait lancé un projet commun avec DS Martin afin de commercialiser des tracteurs agricoles simples de moyennes puissances pour continuer de répondre à la demande certe moins importante dans les pays de l'Europe de l'Est. C'est ainsi qu'en 2003, les tracteurs de marque Martin Diesel ont été commercialisés sous les références 8004 TD et 8604 TD. Par la suite, les modèles 1734 et 1934 seront commercialisés sous la marque Mt Super. Ce projet serait né d'une proposition d'Ursus afin de s'affranchir de la dette qu'il avait contractée depuis des années auprès de DS Martin. À la suite de l'achat de nombreux moteurs impayés, ZM Ursus aurait donc offert gracieusement ses propres tracteurs à DS Martin afin que ce dernier les commercialise et en tire tous les bénéfices. La collaboration s'achèvera en 2007 et ZM Ursus continuera de commercialiser ses propres modèles équivalents 1734 et 1934[réf. à confirmer],,.

#### Développement des modèles
Le tracteur Martin Diesel 8604 TD a été présenté au public lors du salon Techagro de Brno en 2004. Le modèle doté de la nouvelle cabine M97 d'Agromet Kunow était décliné en deux versions, le premier était équipé du moteur six cylindres MD Z8604.030 d'une cylindrée de 7 298 cm3 pour puissance de 168 chevaux (le même que le ZTS 16245) et le deuxième du moteur six cylindres Z8604.040 de 188 chevaux. La performance de ce bloc ayant été obtenue en ajustant la pression d'air de sur-alimentation du turbocompresseur CZ K27 et en ajustant proportionnellement le débit de carburant de la pompe injection Motorpal 6M 3155. Le refroidissement de l'admission du flux d'air du turbocompresseur était assuré par un refroidisseur intermédiaire à air comprimé. Le moteur était entraîné par un démarreur Elmot R20e ainsi qu'un alternateur Elmot A125-70. L'embrayage à disque sec avait été modifié pour recevoir la puissance plus élevée du moteur. La transmission produite par Povazké Strojárne disposait d'un multiplicateur de couple à deux étages avec passage sous charge à commande hydraulique, ce qui donnait un total de 18 vitesses avant et 8 vitesses arrière réparties dans deux gammes. L'essieu avant moteur était propulsé par un arbre de transmission avec attaque latérale repris en sortie de transmission. Les tracteurs étaient équipés de série de la climatisation de cabine, d'un siège Grammer, d'un système de relevage hydraulique Bosch EHR d'une force de levage de 72KN, de cinq circuits hydrauliques externes d'un débit de 55 litres/minute et d'un attelage trois points Rockinger réglable automatiquement. La conception était simple et les commandes étaient de type mécaniques, sans circuit électronique, ce qui faisait de ces tracteurs un atout non négligeable d'autant que leur prix fixé à 1,65 million de couronnes tchèques CZK (environ 65 000 euros) était très attractif pour un modèle de ce gabarit.